# Naufragio del Titanic
Il naufragio del Titanic è stato il più celebre incidente marittimo mai avvenuto. Si è verificato nelle prime ore del mattino del 15 aprile 1912 nell'Oceano Atlantico settentrionale, ed è considerato uno dei più gravi della storia in tempo di pace.
Il Titanic, il transatlantico più grande e moderno in servizio all'epoca, era impegnato nel suo viaggio inaugurale da Southampton a New York e trasportava circa 2208 persone quando colpì un iceberg intorno alle 23:40 (ora della nave) di domenica 14 aprile 1912. Affondò due ore e quaranta minuti più tardi, alle 02:20 di lunedì 15 aprile, provocando la morte di 1496 persone.
Il Titanic ricevette sei avvisi di iceberg in prossimità della rotta, ma nonostante ciò continuò a viaggiare a una velocità di circa 22 nodi (41 km/h), fino a quando le vedette, non provviste di binocoli, ne avvistarono uno proprio di fronte. Non riuscendo a virare in tempo, la nave colpì di striscio la massa di ghiaccio: l'impatto provocò l'apertura di 6 falle sul lato di tribordo, con il conseguente allagamento di cinque dei sedici compartimenti in cui era diviso lo scafo. Il piroscafo era stato progettato per rimanere a galla con un massimo di quattro compartimenti di prua allagati: l'equipaggio, presa consapevolezza dell'inevitabile destino della nave, iniziò le operazioni di evacuazione, provvedendo a caricare le scialuppe di salvataggio e a inviare richieste di aiuto, tramite telegrafo e razzi pirotecnici.
La maggior parte dei passeggeri non poté mettersi in salvo sulle venti lance (di cui quattro pieghevoli) presenti a bordo, che potevano ospitare complessivamente al massimo 1 178 persone. Vari fraintendimenti degli ordini impartiti nei convulsi momenti successivi all'impatto e la conseguente disorganizzata evacuazione fecero sì che molte imbarcazioni furono calate in acqua semivuote o non al massimo della loro capacità.
Il Titanic affondò con più di mille persone tra passeggeri e membri dell'equipaggio ancora a bordo: quasi tutti coloro che non riuscirono a salire su una lancia morirono di ipotermia pochi minuti dopo essere finiti in acqua. L'RMS Carpathia arrivò circa un'ora e mezza dopo l'affondamento e salvò i 712 sopravvissuti nel corso delle prime ore della mattinata del 15 aprile. Il disastro provocò sconcerto nell'opinione pubblica e indignazione per il numero insufficiente di scialuppe di salvataggio, le normative permissive e il trattamento ineguale dei passeggeri durante l'evacuazione.
Le inchieste governative statunitense e britannica, oltre a tentare di verificare la precisa catena degli eventi e le responsabilità per l'accaduto, raccomandarono infine modifiche radicali alle normative marittime, portando alla stipula nel 1914 della Convenzione internazionale per la salvaguardia della vita umana in mare (SOLAS) che regola ancora oggi la sicurezza marittima.

## Il viaggio

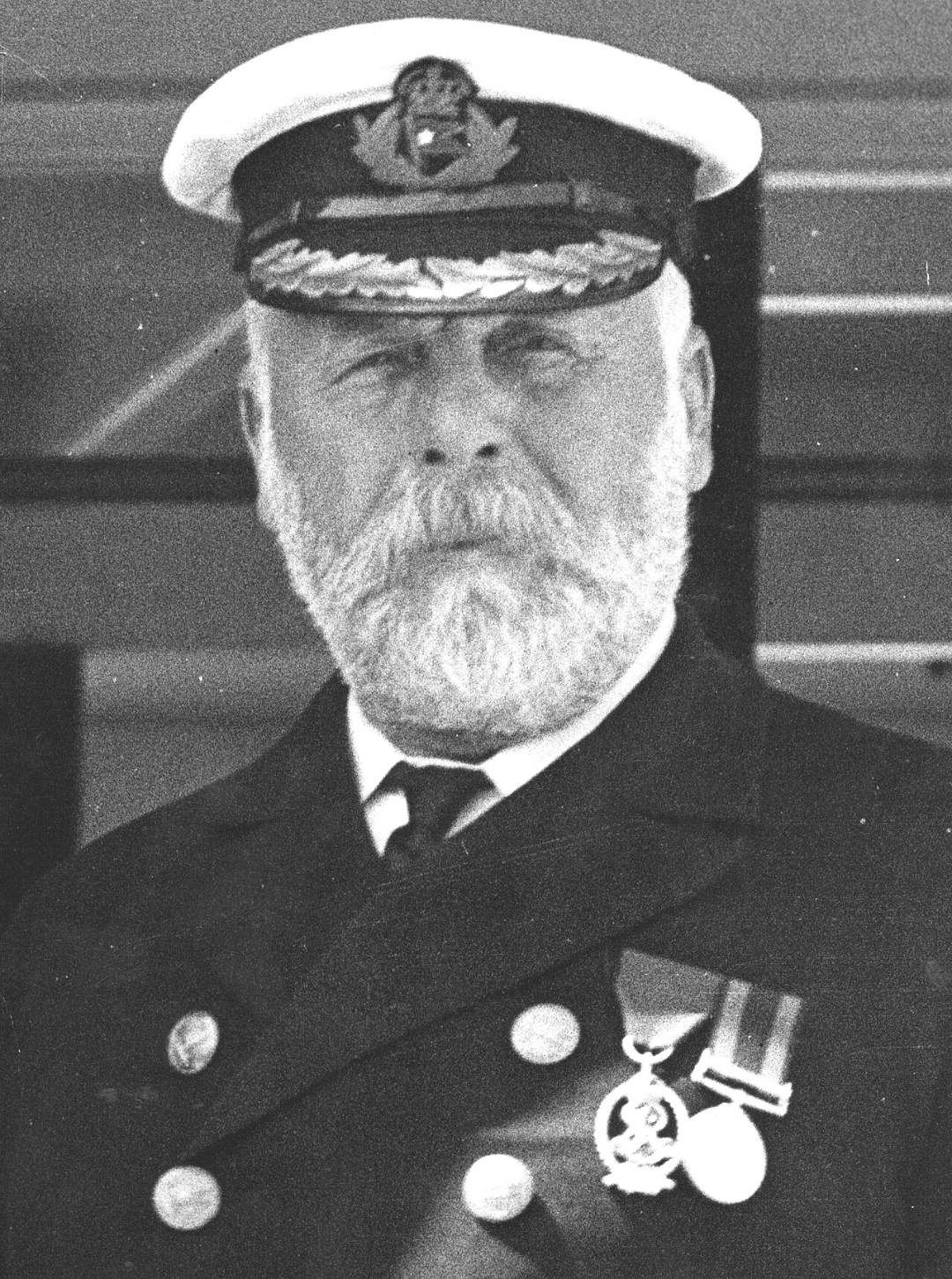
Il comandante Edward John Smith nel 1912

Il Titanic, entrato in servizio il 2 aprile 1912, era il secondo di tre transatlantici appartenenti alla classe Olympic, all'epoca le navi più grandi del mondo. La sua stazza lorda era di poco superiore a quella del gemello RMS Olympic e quasi una volta e mezza quella del RMS Lusitania e del RMS Mauretania della compagnia rivale Cunard Line, che precedentemente detenevano i record di tonnellaggio, ed era quasi 30 metri più lungo delle navi rivali. Il Titanic poteva trasportare fino a 3 547 persone a una velocità di crociera di 21 nodi (39 km/h). I suoi motori a vapore erano i più grandi mai costruiti, alti 12 m e con cilindri di 2,7 m di diametro, e richiedevano la combustione di circa 610 tonnellate di carbone al giorno.
Le cabine per i passeggeri, come programmatico per la Compagnia, erano più confortevoli rispetto a quelle di altre navi; in particolare, gli spazi riservati alla prima classe erano molto lussuosi e arredati con diversi stili. Per i passeggeri più abbienti erano disponibili le suite; tra queste erano presenti due presidential suite e due royal suite, ancora più sfarzose e dotate di un ponte privato. Anche la terza classe, nella quale viaggiavano principalmente emigranti, sebbene considerevolmente meno lussuosa della seconda e della prima classe, era insolitamente confortevole per gli standard dell'epoca e offriva ai suoi passeggeri condizioni migliori di quelle che molti di loro sperimentavano nella quotidianità, al punto di essere considerata alla pari della seconda classe delle navi concorrenti.
Il Titanic iniziò il suo viaggio inaugurale alle 12:06 del 10 aprile 1912, quando mollò gli ormeggi da Southampton per la prima tappa del suo viaggio verso New York. Venne accumulata un'ora di ritardo in quanto si rischiò un incidente già in partenza: a causa del risucchio d'acqua causato dal movimento del Titanic e delle sue grosse eliche, la piccola nave City of New York, ormeggiata nelle vicinanze, ruppe gli ormeggi e si avvicinò pericolosamente al gigante. La collisione venne evitata grazie al pronto intervento del comandante Edward John Smith, che ordinò di fermare le macchine. Dopo aver attraversato la Manica, il Titanic arrivò in serata a Cherbourg, in Francia, dove imbarcò alcuni passeggeri, per poi partire qualche ora dopo alla volta di Queenstown (oggi Cobh), in Irlanda, dove scesero sette persone e si imbarcarono numerosi emigranti irlandesi. Ripartì da Queenstown alle 13:30 dell'11 aprile e da quel momento navigò ininterrottamente per 2643 miglia nautiche (4895 chilometri) attraverso l'Atlantico prima di schiantarsi contro l'iceberg e affondare.
Quando il Titanic partì verso ovest attraverso l'Atlantico, trasportava 892 membri dell'equipaggio e 1 320 passeggeri, corrispondenti circa alla metà della sua capacità totale (di 2 435 viaggiatori). I suoi passeggeri erano uno spaccato della società edoardiana, dalle persone più ricche e famose dell'epoca, come gli affaristi John Jacob Astor IV e Benjamin Guggenheim, a commercianti e impiegati, a emigranti poveri provenienti dai Paesi più disparati, come Armenia, Irlanda, Italia, Svezia, Siria e Russia, in cerca di una nuova vita negli Stati Uniti d'America.
Il comandante Edward Smith, 62 anni, era il più anziano dei capitani della White Star Line: aveva quattro decenni d'esperienza in ambito marittimo, lavorava per la compagnia dal 1880, era comandante dal 1887 ed era stato capitano dell'Olympic, dalla quale fu trasferito al comando della nave gemella. Molti membri dell'equipaggio in servizio non erano marinai addestrati ma ingegneri, fuochisti, macchinisti, steward, personale di cambusa e responsabili dei passeggeri. I sette ufficiali (il comandante in seconda Henry Tingle Wilde, il 1º ufficiale William McMaster Murdoch, il 2° Charles Lightoller, il 3° Herbert Pitman, il 4° Joseph Boxhall, il 5° Harold Lowe, il 6° James Paul Moody) e gli altri 39 marinai esperti costituivano solo circa il 5% dell'equipaggio; la maggior parte del personale di bordo era stata assunta a Southampton e di conseguenza non aveva avuto il tempo di familiarizzare con la nave.
Un inverno mite aveva causato lo spostamento verso sud di un gran numero di iceberg dalla costa occidentale della Groenlandia. Già la sera dell'11 aprile, quando il Titanic si trovava al largo delle coste irlandesi, arrivò un marconigramma con segnalazioni di iceberg nei pressi di Terranova, ma il messaggio non venne mai recapitato al capitano.
Tra il 12 e il 13 aprile giunsero numerosi altri messaggi, molti dei quali non furono portati all'attenzione di Smith, mentre altri non vennero tenuti in debita considerazione perché la rotta del transatlantico era già stata spostata, per precauzione, a latitudini inferiori, al fine di evitare i banchi di ghiaccio, cosicché si riteneva assai poco probabile imbattersi in iceberg.

## Il naufragio

### Le ultime ore
()
Alle 13:30 del 14 aprile, dopo quattro giorni di navigazione, il comandante Smith comunicò a Bruce Ismay di aver appena ricevuto dal piroscafo Baltic un messaggio che segnalava la presenza di iceberg a 400 km sulla rotta del Titanic. Il direttore della White Star non diede eccessivo peso alla questione e giudicò sufficiente spostare la rotta del transatlantico sulla Outward Southern Track (in italiano: "rotta esterna meridionale"), un corridoio di navigazione concordato per le navi di linea. I due uomini discussero anche della velocità, decidendo di portarla al massimo possibile; nelle precedenti 24 ore erano infatti state percorse ben 546 miglia e c'era la possibilità di arrivare a New York con un giorno di anticipo (come già accaduto l'anno precedente alla nave gemella Olympic), fornendo un ottimo ritorno pubblicitario per la nave e la compagnia. Non è mai stato chiarito di chi fu la responsabilità finale della decisione.
In ogni caso, nell'Oceano Atlantico, l'eventualità di incontrare ghiaccio galleggiante e il fatto che, anche in presenza di iceberg, le navi di linea viaggiassero ad alte velocità per rispettare o ridurre i tempi erano circostanze assolutamente comuni all'epoca. Questa considerazione fu confermata durante l'inchiesta britannica successiva al disastro, quando parecchi comandanti (John Pritchard, William Stewart, Alexander Fairfull, Andrew Braes e molti altri) furono interrogati al riguardo. Riduzioni di velocità ed eventuali correzioni di rotta venivano eseguite solo in caso di effettivo avvistamento di un ostacolo; se le vedette, una volta allertate a prestare attenzione, non segnalavano niente di particolare, si procedeva normalmente. Durante il processo sulle cause del naufragio vi fu chi ipotizzò che la compagnia di navigazione avesse espressamente richiesto di rimanere al di sopra dei 20 nodi (37 km/h) di velocità al fine di assicurarsi il prestigioso "Nastro Azzurro" (Blue Riband), riconoscimento conferito alla nave più veloce nell'attraversare l'Atlantico, all'epoca detenuto dal transatlantico RMS Mauretania della compagnia rivale Cunard Line (la White Star Line aveva fatto costruire il Titanic e i suoi gemelli Olympic e Britannic proprio allo scopo di battere la concorrenza del Mauretania e del suo gemello RMS Lusitania).
Alle 13:45 arrivò un altro messaggio, dal piroscafo Amerika, che allertava riguardo la presenza di iceberg: inspiegabilmente esso non fu recapitato al ponte di comando. Stessa sorte ebbe, nel pomeriggio, un altro avviso dello stesso tenore inviato dal Mesaba. I marconisti del Titanic erano del resto impegnati nell'invio dei numerosi messaggi privati dei passeggeri, che fin dal giorno prima si erano accumulati a causa di un guasto momentaneo all'apparecchiatura radio (i cavi del trasformatore secondario si erano bruciati).
Verso le 21:00 la temperatura atmosferica era scesa a un grado sopra lo zero e il 2º ufficiale Lightoller, che si trovava di guardia in plancia in quel momento, aveva avvertito il maestro d'ascia che la scorta d'acqua si sarebbe probabilmente ghiacciata. Circa a quell'ora il comandante salì in plancia, dopo essersi intrattenuto a cena nel ristorante con la famiglia Widener, e discusse con Lightoller delle condizioni eccezionalmente calme del mare; prima di ritirarsi in cabina, Smith ordinò di mantenere la velocità e la direzione, di chiamarlo se fosse accaduto qualcosa di insolito e di rallentare in caso di foschia. L'abbassamento della temperatura indicava probabilmente che la nave stava avvicinandosi a un banco di iceberg e Lightoller disse alle vedette di prestare attenzione ai ghiacci galleggianti, soprattutto a quelli di ridotte dimensioni, detti growlers.
Alle 22:00 il 1º ufficiale Murdoch subentrò a Lightoller, il quale gli comunicò gli ordini del comandante. Mezz'ora più tardi, alle 22:30, il piroscafo Rappahannock incrociò il Titanic e lo informò, con segnali luminosi in codice Morse tramite la lampada, di essere appena uscito da una banchisa circondata da iceberg. Murdoch diede conferma di ricezione e ordinò al lampista di chiudere i boccaporti sul castello di prua, in modo che la luce non ostacolasse la visuale delle vedette; anche il 1º ufficiale, però, non decise di ridurre la velocità della nave. L'esperienza aveva dimostrato che solitamente le montagne di ghiaccio venivano rese visibili dallo scrosciare delle onde alla loro base, cosa che tuttavia non sarebbe potuta avvenire con un mare calmo come in quel momento. Durante l'inchiesta britannica Lightoller specificò che «…l'oceano era liscio come la superficie di un tavolo o di un pavimento; era un fatto veramente eccezionale».
Alle 23:00 un ultimo marconigramma giunse infine dal mercantile Californian, che sostava bloccato nella banchisa a poche decine di miglia a nord-ovest dal Titanic, relativo alla presenza di un enorme campo di iceberg proprio sulla rotta del transatlantico; anche questo messaggio non venne recapitato in plancia e anzi il marconista Phillips rispose con tono seccato all'operatore del Californian dicendogli di tacere, per aver interrotto i suoi dispacci con la stazione telegrafica di Capo Race, a Terranova. In generale, vi fu un’eccessiva leggerezza e sicurezza che si impadronì di tutto l'equipaggio.

### Collisione

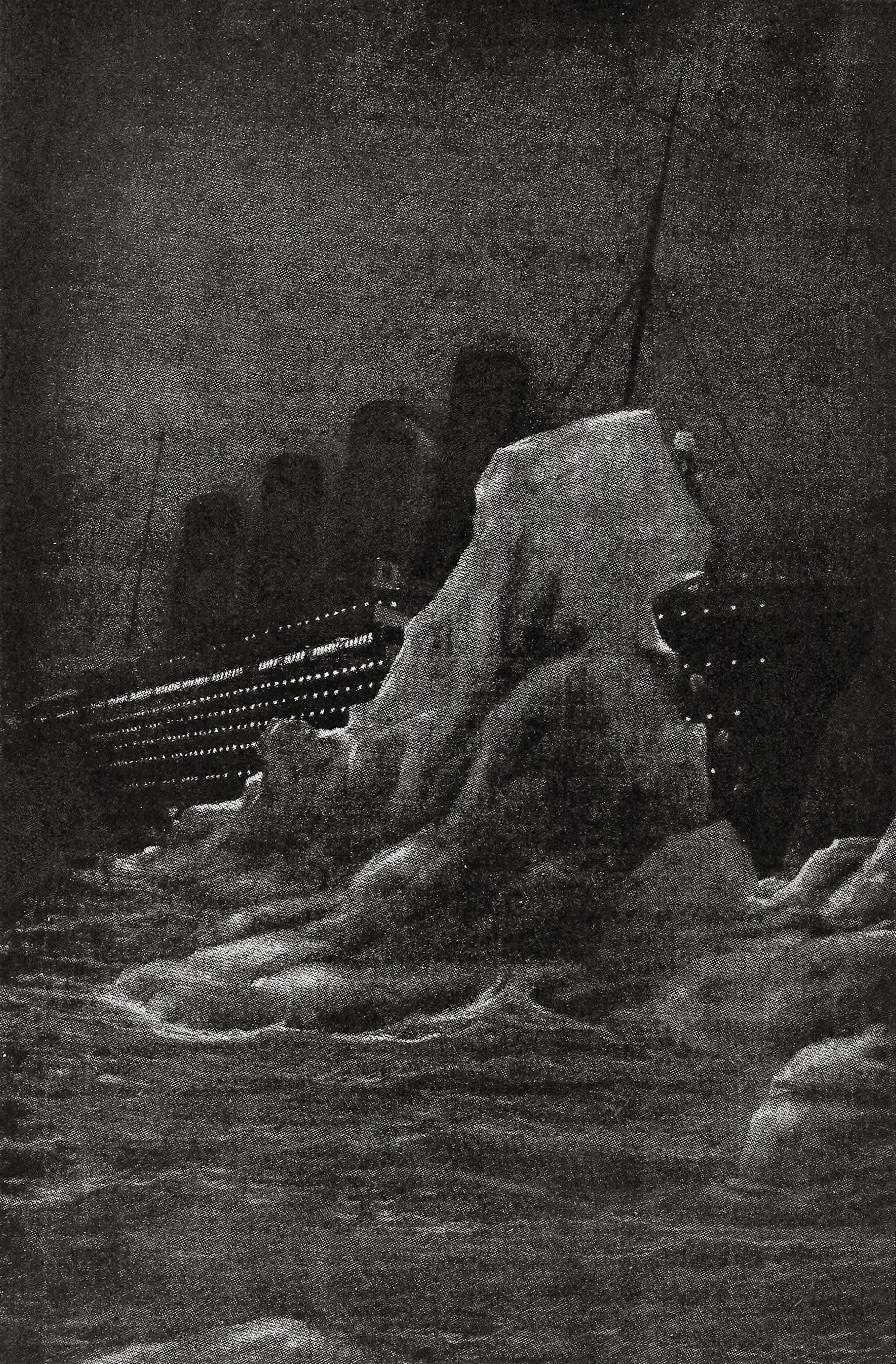
Un disegno della collisione, di Sir James Henry Potts (1914)

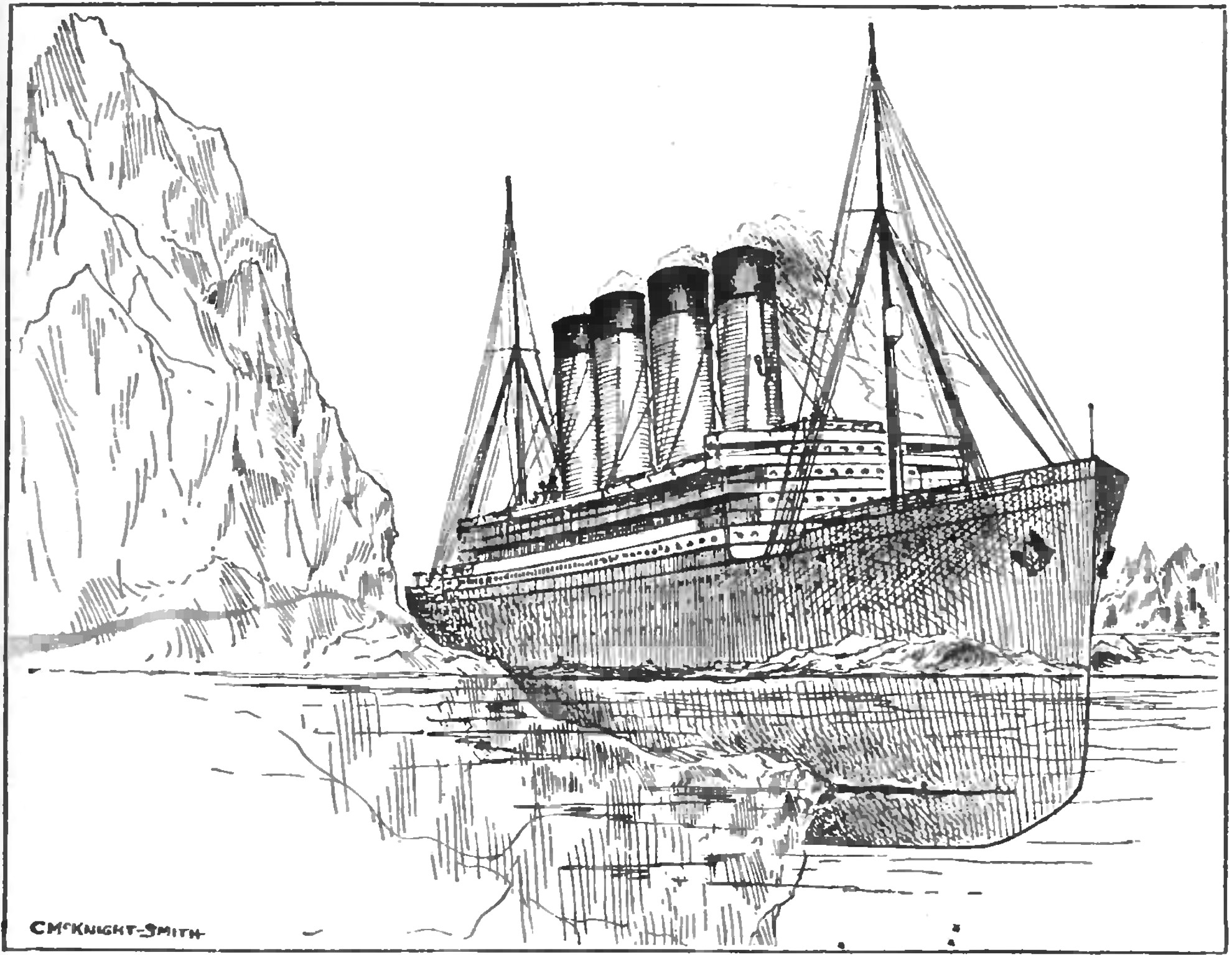
Un altro disegno della collisione, che raffigura l'immaginario squarcio nello scafo

Alle 23:40 (ora locale della nave, UTC-3), le vedette Frederick Fleet e Reginald Lee, le quali già qualche minuto prima avevano notato un luccichio all'orizzonte, videro una grande massa scura, da loro riconosciuta come di un iceberg, che si stagliava a poche centinaia di metri di fronte alla nave. Gli iceberg che affollano le rotte atlantiche settentrionali provengono sempre dalla costa occidentale della Groenlandia o dal Labrador e impiegano 2-3 anni per giungere al 41° di latitudine nord, sospinti prima dalla fredda Corrente del Labrador, che li preserva, poi dalla calda Corrente del Golfo, che li scioglie lentamente. L'iceberg che colpì il Titanic era praticamente coevo alla nave che ne rimase vittima e al momento dell'urto, in base a recenti calcoli, dovrebbe aver sviluppato una pressione di almeno 985 kg/cm² sull'acciaio della murata del transatlantico, quando l'acciaio stesso resiste fino a una pressione di circa 690-750 kg/cm², in base al grado di purezza dalle scorie di fusione.
L'avvistamento avvenne «a occhio nudo», a causa della mancanza dei binocoli: si disse che la portata visiva delle vedette fosse di almeno un miglio in distanza, quando recenti simulazioni computerizzate, tenendo conto che quella notte non era presente il chiarore della luna e il mare era in condizioni di «calma piatta», attestano che la portata visiva non poteva superare i 450–550 metri di distanza, troppo pochi per evitare la collisione alla velocità di 20,5 nodi (38,0 km/h) a cui viaggiava il bastimento. Per evitare l'urto fatale, la velocità della nave nel momento in cui le vedette notarono l'iceberg non avrebbe dovuto superare i 9 nodi (17 km/h), velocità che avrebbe ritardato di almeno tre giorni l'arrivo a New York; la zona in cui avvenne il disastro è nota per essere un'area interessata da iceberg durante la primavera e da uragani in estate e autunno e la contemporanea presenza di luna nuova e calma piatta del mare è considerata una circostanza eccezionale, per cui, con la sola illuminazione stellare e senza il frangersi delle onde sulle pareti dell'iceberg, quest'ultimo non poteva che essere avvistato a meno di 500 metri dalla prua della nave.
La mancanza dei binocoli – si appurò al processo – era imputabile alla fretta di salpare da Southampton nei tempi previsti, ragion per cui non furono procurati e distribuiti a bordo prima della partenza. Il motivo è anche spiegabile con il rimpasto dell'equipaggio voluto dal comandante, in quanto il 2º ufficiale Blair (sostituito da Lightoller) prima del trasferimento diede istruzione di togliere dalla coffa i binocoli, di sua proprietà e che egli stesso aveva portato. In pratica, l'iceberg che le vedette si trovarono di fronte era pressoché invisibile di per sé e venne «avvistato» indirettamente, in quanto la sua sagoma interrompeva la linea dell'orizzonte e lasciava una piccola porzione della volta celeste priva apparentemente di stelle.
Dopo l'avvistamento, istintivamente, Fleet diede l'allarme suonando tre volte la campana e telefonò alla plancia di comando, dove il sesto ufficiale James Moody gli rispose chiedendogli cosa vedesse, domanda a cui Fleet rispose «Iceberg, right ahead!» («Iceberg, proprio davanti!»). Il primo ufficiale Murdoch, che in quel momento si trovava al comando della nave, ordinò immediatamente al timoniere Robert Hichens di mettere tutto il timone a  babordo (sinistra), manovra che però avrebbe avvicinato la poppa all'ostacolo, motivo per cui successivamente Murdoch, probabilmente, ordinò una contro-virata a tribordo (destra); venne inoltre dato l'ordine di chiudere le porte stagne. Per quanto riguarda le macchine, non è chiaro se fossero state veramente messe «indietro tutta» come molti sostengono, in quanto una virata con la nave «frenata» dall'azione delle macchine invertite è meno efficace e Murdoch, ufficiale con quasi trent'anni di esperienza marittima, era quasi certamente a conoscenza di ciò; è certo che non vi fu un'inversione istantanea delle macchine alla velocità di crociera (manovra chiamata crash stop), che avrebbe provocato una forte scossa per tutta la nave, che nessun testimone ha dichiarato di avere sentito, e avrebbe addirittura potuto far saltare gli assi e danneggiare i motori. Sicuramente Murdoch fece fermare le macchine, perché il primo ordine ricevuto dai fuochisti fu quello di chiudere gli ammortizzatori delle caldaie per diminuire la pressione del vapore, necessario al pieno funzionamento delle macchine, ma non è chiaro se poi le fece invertire, ordine che avrebbe invece comportato la necessità di alimentare ancor di più le caldaie, quindi continuare a produrre vapore. In ogni caso, la nave viaggiava alla velocità di circa 22,5 nodi (41,7 km/h) (velocità calcolata subito dopo dal 4º ufficiale Boxhall), troppo alta per riuscire a rallentare e virare nel tempo disponibile per evitare l'impatto, in virtù dell'abbrivo. La nave sfiorò a dritta (sulla fiancata di destra) l'iceberg nella sua porzione emersa, ma si scontrò pesantemente con la porzione immersa della montagna di ghiaccio, che ne rappresentava circa 9/10 delle dimensioni totali.
Dopo il ritrovamento del relitto, in base alla posizione geografica, si scoprì che la velocità effettiva al momento della collisione era di circa 20,5 nodi (38,0 km/h).
Inoltre, a posteriori, è stato ipotizzato che se Murdoch avesse mantenuto la barra dritta, il transatlantico si sarebbe di certo scontrato frontalmente in modo violento contro l'iceberg e avrebbe riportato danni comunque molto seri, ma avrebbe comunque potuto proseguire a regime ridotto la sua traversata verso New York, dove si sarebbe potuto provvedere alle riparazioni.
Il ghiaccio strisciò sulla dritta, deformando in modo permanente una sezione del lato destro lunga almeno 90 metri. A causa dell'immane pressione, i rivetti saltarono uno dopo l'altro, le lamiere si piegarono e, a livello delle giunture rivettate, si aprirono sei diverse falle circa cinque metri al di sotto della linea di galleggiamento; ciascuna falla presentava un'area di circa un metro quadrato. La collisione non fu avvertita in maniera significativa dai passeggeri delle classi prima e seconda, in virtù del fatto che le loro cabine erano posizionate al di sopra della linea di galleggiamento; solo chi si trovava sul ponte si accorse della presenza dell'iceberg, pur senza rendersi conto della gravità dell'evento, in quanto piovvero frammenti di ghiaccio distaccatisi dalla massa dell'iceberg in seguito all'avvenuto impatto.
Dalle testimonianze dei superstiti gli unici segnali dell'impatto in prima classe furono un leggero scuotimento dei lampadari di cristallo e la caduta di alcuni oggetti dai comodini; il momento fatale venne invece descritto dai passeggeri di seconda classe come «una vibrazione ovattata, strana e breve», come «un botto sordo» dai passeggeri di terza classe e come un rumore «assordante di ferraglia» dai fuochisti, i primi che si resero conto dello sventramento della murata (testimonianza dell'unico sopravvissuto del locale caldaie numero 6, il compartimento che risultò essere il più danneggiato in seguito all'impatto). Lightoller, che in quel momento si trovava lecitamente a letto nella sua cabina, testimoniò di aver avvertito soltanto «un'interruzione nella monotonia del movimento». In seguito i superstiti descrissero l'impatto come «il rotolare di migliaia di biglie», come «se qualcuno avesse strusciato un enorme dito contro la murata della nave», o come se «un pezzo di stoffa si fosse lacerato». Ben diversa fu la reazione in sala macchine, dove i fuochisti erano intenti ad alimentare le caldaie. Uno di essi rese la seguente testimonianza: «All'improvviso la murata di dritta parve rovinarci addosso. Si sentì come uno scoppio di arma da fuoco e l'acqua cominciò a scorrere intorno; ci gorgogliò tra le gambe e noi ci precipitammo con un balzo nel compartimento successivo chiudendoci alle spalle la porta stagna. Non pensai, e nessuno lo pensò in quel momento, che il Titanic sarebbe potuto affondare».

### Prime fasi dopo l'impatto

La posizione registrata del Titanic al momento dell'impatto fu. Il relitto fu trovato al.

Mentre l'acqua cominciava a invadere i compartimenti, furono immediatamente chiuse le porte stagne e il comandante Smith, prontamente rientrato in servizio, ordinò di scandagliare la nave. Secondo gli studi compiuti durante la progettazione, la nave sarebbe potuta rimanere a galla anche con quattro compartimenti allagati in successione, ma non con cinque, e le sei fessure aperte dall'iceberg interessavano i primi cinque compartimenti prodieri). Le paratie stagne, inoltre, non superavano il ponte E, che si trovava all'incirca a metà dell'altezza della nave, e per tale motivo l'inabissamento della prua avrebbe fatto tracimare l'acqua verso gli altri comparti, rendendo pressoché inutile il lavoro delle pompe idrauliche.
La situazione apparve immediatamente drammatica: i 4 compartimenti di carico situati alla prua della nave in 10 minuti imbarcarono più di quattro metri d'acqua, causando un conseguente primo abbassamento della carena viva di 2°, che facilitò l'ingresso dell'acqua all'interno degli altri compartimenti e del primo dei compartimenti caldaie già colpito dall'iceberg (quinto compartimento da prua). La chiusura istantanea delle paratie non riuscì, almeno in un primo tempo, a rallentare il flusso dell'acqua nei compartimenti stagni di prua, ormai destinati a essere allagati completamente.
Inoltre, il Titanic salpò con un incendio in corso all'interno della sala caldaie n. 6; gli operai addetti all'alimentazione delle caldaie non riuscirono a domarlo per un lungo tragitto e tale incendio causò danni maggiori soprattutto sulla paratia stagna che divideva i locali n. 5 e 6. Quando l'acqua invase la sala caldaie n. 6, a seguito della collisione contro l'iceberg, la paratia venne azionata, proprio come tutte le altre, al fine di isolare la sala stessa, ma l'incendio l'aveva indebolita e la pressione dell'acqua a un certo punto ebbe la meglio, facendola cedere e invadendo la sala caldaie n. 5, portando così all'allagamento di ben sei compartimenti della nave.
Sebbene le paratie fossero state chiuse prontamente, l'intervento delle pompe non facilitò l'evacuazione dei compartimenti caldaie, all'interno dei quali si registrarono le prime vittime: infatti la mancata chiusura di alcuni regolatori di pressione delle caldaie dei primi compartimenti durante le manovre di inversione permise la fuoriuscita di vapori che compromisero l'evacuazione. Dopo i primi 15 minuti tutti i locali caldaie furono evacuati; allo stesso tempo agli addetti alle macchine fu ordinato di arrestare completamente la propulsione, ma non di abbandonare i propri posti: di conseguenza, tutti i banchi elettrici degli alternatori rimasero in funzione sino alle ultime fasi del naufragio. Tutti i macchinisti morirono, essendosi trattenuti a far funzionare le pompe, azione che sarebbe poi stata ostacolata dall'allagamento dei ponti superiori dove si trovavano le stesse. Per tutto il tempo trascorso tra il contatto con l'iceberg e la completa sommersione vennero aperte le valvole dei fumaioli per l'evacuazione del vapore in eccesso, generando un forte e persistente sibilo, allo scopo di ridurre la pressione ed evitare esplosioni dovute al contatto delle caldaie con l'acqua gelida.
L'allagamento delle sale macchine, e in particolare della sala delle turbine elettriche, procedette per gradi e fu notevolmente ritardato dalle chiusure stagne e dalle pompe: questo consentì di continuare a produrre energia elettrica per il funzionamento delle apparecchiature e per l'illuminazione necessarie per le operazioni di evacuazione della nave. Dopo la completa chiusura del reparto caldaie e di tutte le sedici paratie stagne, la situazione risultava essere la seguente: 5 dei 6 compartimenti interessati al contatto con l'iceberg imbarcavano acqua molto rapidamente; ventuno delle ventinove caldaie erano ancora accese (fu necessario dunque aprire gli sbocchi per il vapore per evitare l'esplosione); macchine completamente ferme; alternatori e impianti elettrici funzionanti; inizio inabissamento della prua e della carena frontale con progressivo innalzamento della poppa (ancora poco evidente) e con conseguente inclinazione dello scafo a sinistra; progressivo allagamento dei compartimenti stagni (l'ingresso di tale quantità d'acqua avrebbe, infatti, determinato un «effetto domino» con tutti gli altri compartimenti, proprio perché le chiuse stagne erano state progettate per raggiungere soltanto metà dell'altezza della nave).
I calcoli effettuati da Thomas Andrews rivelarono che il transatlantico si sarebbe inabissato entro un'ora e mezza o due ore al massimo. Fu dato quindi l'ordine di abbandonare la nave secondo le regole: Wilde si occupò delle lance, Murdoch chiamò i passeggeri a raccolta, il 6º ufficiale Moody preparò la lista delle assegnazioni di ogni barca, il 4º ufficiale fu mandato a svegliare gli altri. Bisognava assolutamente evitare di diffondere il panico, per quanto la situazione sembrasse ancora relativamente sicura: in effetti, l'unica anomalia era costituita dal terribile sibilo del vapore che fuoriusciva dalle valvole dei fumaioli, allo scopo di impedire lo scoppio delle caldaie. Lightoller raccontò che il vapore faceva un tale frastuono che mille locomotive rombanti in un tunnel non sarebbero riuscite a eguagliarlo. Perfino i marconisti, il cui alloggio si trovava dietro la base del fumaiolo n. 1, avevano difficoltà a dialogare via radio con le altre navi per tale motivo; il piroscafo giapponese Ypiranga riportò per una ventina di volte al Titanic di non riuscire a sentire le comunicazioni in arrivo a causa del rumore del vapore. In seguito il comandante riuscì a farlo diminuire.

### Le richieste di soccorso

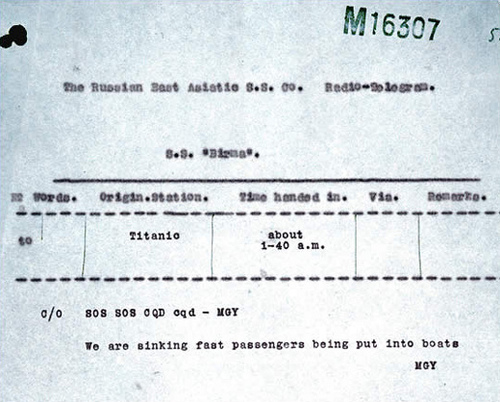
Richiesta di soccorso inviata all'1:40 circa dall'operatore Jack Phillips alla nave russa SS Birma

Poco dopo mezzanotte il 4º ufficiale Boxhall scorse le luci di una nave a circa dieci miglia di distanza (si trattava del già citato Californian) e fu autorizzato da Smith a sparare otto razzi di segnalazione, uno ogni cinque minuti, senza alcun risultato. Alle 00:15 il comandante si recò personalmente in sala radio per istruire i due marconisti all'invio delle richieste di soccorso, che avvennero inizialmente tramite il codice CQD. A partire dalle 00:45 i marconisti cominciarono a impiegare anche l'SOS, il nuovo segnale di soccorso introdotto nel 1908. Gli operatori radio al tempo si servivano raramente del nuovo segnale, che cominciò a essere utilizzato universalmente dopo che Harold Bride lo usò a bordo del Titanic. A quell'epoca, inoltre, non tutte le navi avevano apparati radio a bordo, e quelle che li avevano non sempre li tenevano in funzione 24 ore su 24.
Diversi bastimenti risposero, tra cui anche la «gemella» Olympic, ma erano tutti troppo lontani per intervenire in tempo. L'Olympic in particolare era anch'esso in navigazione, sulla tratta opposta, ovvero New York-Southampton, ma era a circa 930 km dal luogo della collisione. I suoi marconisti si adoperarono comunque a ritrasmettere i segnali di SOS verso le altre navi, essendo provvisti di un telegrafo estremamente potente (analogo a quello del Titanic); a dispetto della grande distanza, l'Olympic provvide anche ad accelerare, viaggiando addirittura a 23 nodi per tentare di raggiungere la «gemella», ma non poté fare nulla per salvare i passeggeri del Titanic poiché era troppo lontana e il tempo non bastò. Arrivò sul luogo del disastro a mattino inoltrato, quando ormai le operazioni di salvataggio erano state terminate.
Il primo uomo a ricevere la richiesta di soccorso fu il radioamatore Arthur Moore. La nave più vicina ad avere risposto era il Carpathia, distante 58 miglia, a bordo del quale il marconista Harold Cottam, dopo aver ricevuto un messaggio dalla stazione telegrafica di Capo Race che segnalava la presenza di messaggi privati destinati al Titanic, notificò la cosa al celebre transatlantico, ma ricevette in risposta il segnale di soccorso e, allibito, svegliò di corsa il comandante Arthur Rostron per comunicare la notizia. Rostron tracciò immediatamente un percorso verso l'ultima posizione nota del Titanic, fece predisporre la propria nave all'accoglienza dei naufraghi e ordinò di invertire la rotta e mettere le macchine avanti tutta, ma il Carpathia sarebbe giunto sul posto in non meno di quattro ore. L'ultimo messaggio ricevuto dal Carpathia, alle 1:45, diceva: «Vieni il più presto possibile, amico. La nostra sala macchine si sta riempiendo fino alle caldaie.»

### Operazioni di evacuazione

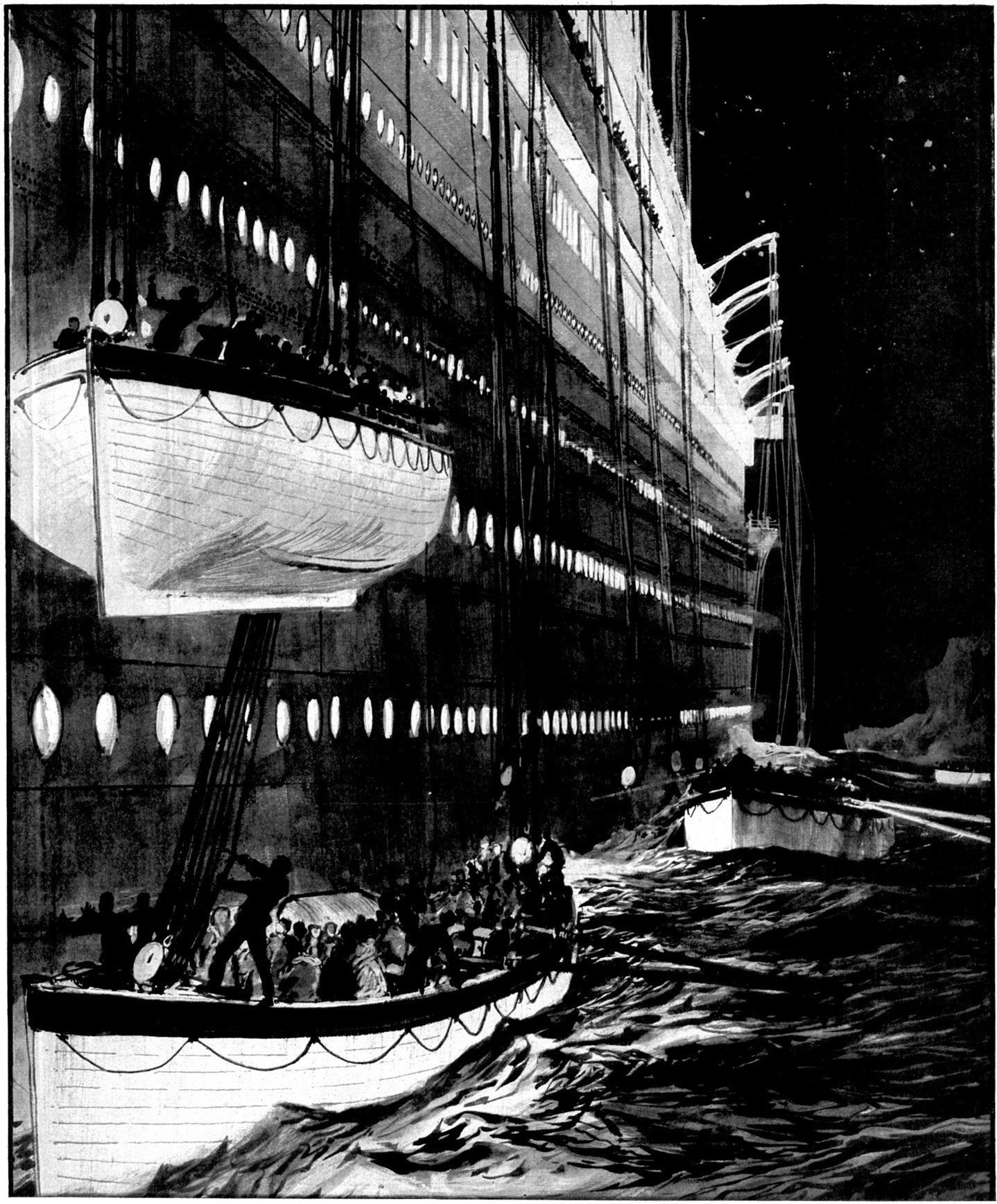
Le lance di salvataggio numero 13 e 15 vengono calate in mare in un disegno di Charles Dixon

#### Organizzazione
Il Titanic era dotato di 3560 salvagenti individuali, ma di sole venti lance (di cui quattro pieghevoli), per una capacità totale di 1178 posti, insufficienti per i passeggeri e l'equipaggio.
Alle 00:05 il capitano radunò l'equipaggio e diede l'ordine di togliere le coperture dalle scialuppe. Nel frattempo, in prima classe, solo pochi passeggeri si erano accorti che la nave avesse spento i motori. Gli steward vennero incaricati di passare cabina per cabina per invitare i passeggeri a indossare indumenti caldi e il giubbotto di salvataggio e a recarsi sul ponte, dove si stavano predisponendo le barche. Per rassicurare i passeggeri, l'equipaggio assicurò loro che si trattasse di un'esercitazione. Solo in pochi ascoltarono l'invito degli stewards a recarsi sul ponte, mentre la maggior parte delle persone non diede eccessivo peso alla questione rimase all'interno della nave.
L'evacuazione dei passeggeri a bordo delle barche venne organizzata come segue: al 1º ufficiale William Murdoch venne data la responsabilità di tutte le lance situate sul lato di dritta (cioè tutte quelle con numero dispari, oltre alle pieghevoli A e C) e al 2º ufficiale Charles Lightoller di tutte le barche sul lato sinistro (quelle con numero pari, oltre alle pieghevoli B e D).
Al fine di garantire il corretto svolgimento dell'evacuazione era fondamentale continuare a produrre energia elettrica il più a lungo possibile; tuttavia, l'acqua gelida che entrava nella nave rischiava di far esplodere le caldaie a causa dello shock termico. Il vapore acqueo prodotto nelle caldaie venne quindi espulso tramite i fumaioli, producendo un rumore talmente assordante che intralciò anche le trasmissioni telegrafiche degli operatori incaricati di inviare i messaggi di soccorso. Gli ufficiali impegnati a preparare le imbarcazioni vennero quindi costretti a gridare o a comunicare tramite gesti a causa del frastuono, che andrà a diminuire fino a cessare completamente attorno alle 00:40.

#### Svolgimento delle operazioni
Le operazioni di carico delle lance si svolsero rispettando l'ordine del comandante, impartito attorno alle 00:25, che indicava di far salire «prima le donne e i bambini». Il 2º ufficiale Lightoller però equivocò questo ordine, impedendo agli uomini di salire sulle lance; in realtà il comandante intendeva verosimilmente dire che gli uomini sarebbero potuti salire in seguito se fosse rimasto spazio libero, come correttamente fece, invece, il 1º ufficiale Murdoch.
La prima lancia fu calata alle 00:40 dal lato destro con sole ventotto persone a bordo; poco dopo ne fu calata una con solo dodici persone, sebbene le loro capacità fossero di 65 passeggeri. Molte delle lance vennero calate in mare mezze vuote, sprecando complessivamente tre quinti dei posti disponibili.

Schema delle lance di salvataggio, con orario di calo in mare e numero di passeggeri a bordo di ognuna

I passeggeri, da parte loro, tendevano ancora a considerare la faccenda come di poco conto: se qualcuno aveva il salvagente veniva preso in giro, mentre altri esibivano blocchetti di ghiaccio come souvenir. L'orchestra si posizionò addirittura nel salone di prima classe e cominciò a suonare musica sincopata; si spostò poi all'ingresso dello scalone sul ponte lance.
Per oltre un'ora dopo la collisione quasi nessuno fu consapevole della gravissima situazione, sia perché gli ufficiali e gli altri membri dell'equipaggio furono estremamente cauti nel diffondere informazioni, allo scopo di non creare panico, sia perché i passeggeri furono chiamati nel ponte superiore esterno molto tempo dopo la collisione.
Un'altra testimonianza riporta:
I passeggeri di prima e seconda classe ebbero facile accesso al ponte lance tramite le scale che conducevano al ponte, mentre i passeggeri di terza ebbero notevoli difficoltà a trovare il percorso. Del totale dei passeggeri di terza classe se ne salvò solo un quarto, ciò diede origine alla «leggenda», supportata anche da alcune testimonianze, secondo cui vennero intenzionalmente trascurati.
L'ordine di fare salire donne e bambini di terza classe sul ponte lance pare che sia arrivato alle 00:30, quando un cameriere guidò piccoli gruppi di persone attraverso il dedalo di passaggi e il largo corridoio detto Scotland Road sul ponte E.

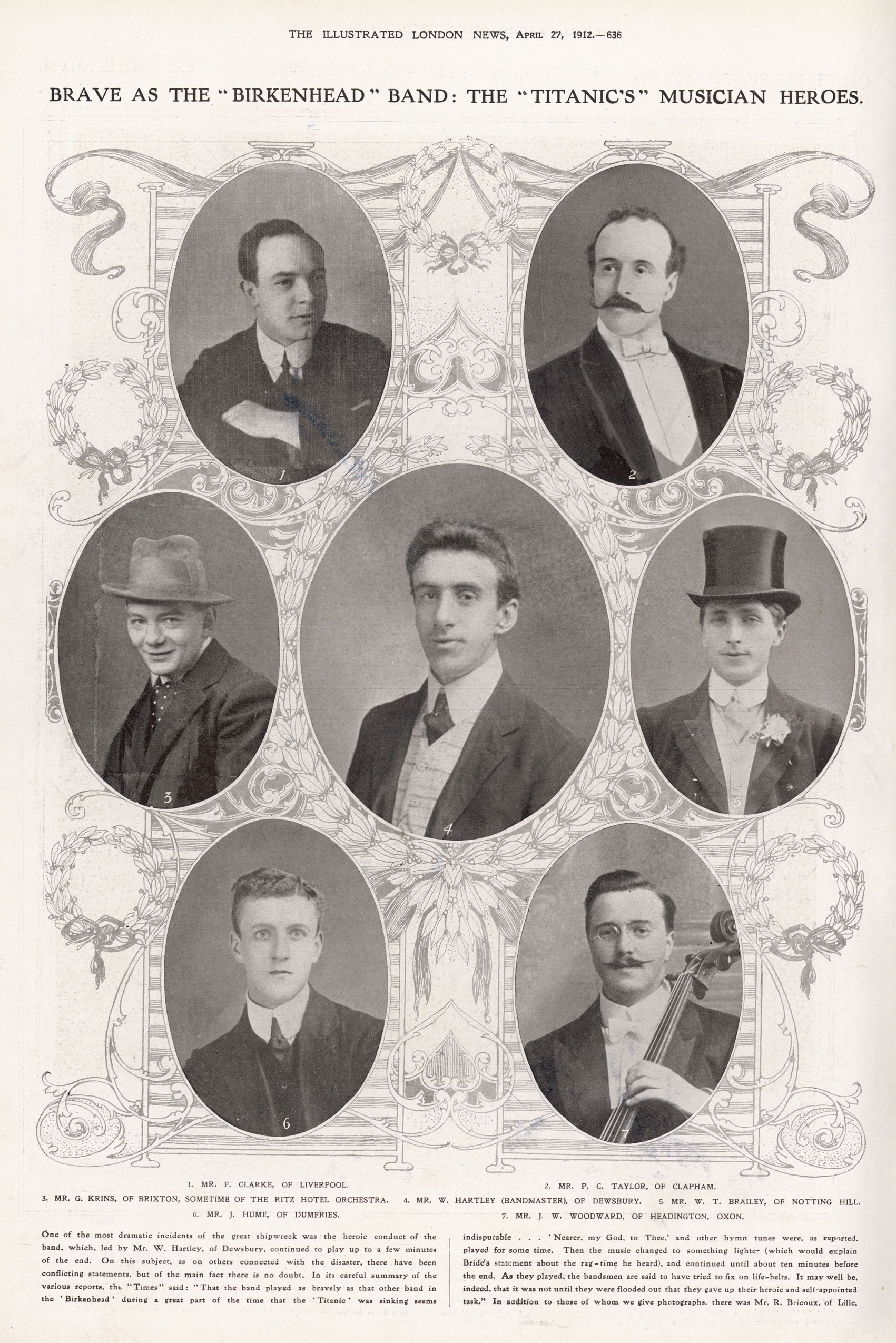
I componenti dell'orchestra suonarono fino a poco prima che la nave affondasse del tutto e persero tutti la vita nel naufragio

Verso le 00:50 l’assetto laterale della nave tornò in equilibrio, dopo un iniziale e leggero sbandamento a destra, poiché la sala caldaie numero 5 aveva cominciato ad allagarsi. Mezz’ora più tardi, però, con l’allagamento del lungo corridoio Scotland Road, situato nel lato sinistro del ponte E, la nave iniziò a inclinarsi a babordo fino a 10 gradi (non vi era un corridoio altrettanto lungo a tribordo, per cui, con più acqua da un lato, inevitabilmente la nave si inclinò a sinistra). Lo sbandamento laterale non superò i 10 gradi, tuttavia Smith ordinò ugualmente agli ufficiali di chiedere ai passeggeri di spostarsi dall'altro lato della nave, cercando di portarla in riassetto, temendo che questa potesse rovesciarsi.
Due ore dopo l'impatto con l'iceberg, il Titanic aveva imbarcato almeno 25 milioni di litri d'acqua (pari a circa 25000 tonnellate) e la situazione cominciava ad assumere aspetti drammatici; il ponte di prua si stava inondando e tutte le lance tranne due si erano già allontanate. A bordo rimanevano ancora più di 1500 persone. Alcuni passeggeri tentarono di assaltare le ultime lance e il 5º ufficiale Lowe si vide costretto a sparare alcuni colpi di pistola in aria per allontanare la folla. Anche il commissario di bordo McElroy sparò due colpi di pistola in aria, mentre Murdoch sventava un assalto alla barca n. 15.
Archibald Gracie riferirà in seguito che l'orchestra di bordo continuò a suonare almeno fino all'1:40 circa. Riferì anche che alcuni suoi conoscenti (i signori Millet, Moore, Butt e Ryerson), una volta accortisi che non c'erano più lance, si misero a giocare a carte, indifferenti a quel che accadeva. La signorina Katherine Gold, una cameriera che si trovava a bordo di una delle lance, vide da lontano tanti uomini seduti sul ponte A al suono di un ragtime. Udì anche un valzer, ma non ricordò quale.
Alle 2:00 tutte le 16 scialuppe erano state calate in acqua e rimanevano solamente le 4 barche pieghevoli. Di queste, solo la C D vennero calate correttamente, rispettivamente con 40 persone a bordo (su un massimo possibile di 47) e 23. Il presidente della White Star Line, Joseph Bruce Ismay, prese posto sulla pieghevole C poco prima che venisse calata.

### Fasi finali dell'inabissamento

Una GIF che ritrae il naufragio a colori e in modo semplificato; l'orario è indicato in alto a sinistra

Secondo le testimonianze dei sopravvissuti e tramite le ricostruzioni effettuate grazie al relitto, si è stabilito che verso l'1:30 la prua della nave era completamente sommersa, con la poppa fuori dall'acqua. Sembra che le ultime parole del comandante siano state un invito a essere galanti («Be British!», «Siate britannici!») e l'ordine «Save yourselves, if you can!» («Si salvi chi può!»), liberando l'equipaggio dal suo lavoro. A 1:45 la grande scalinata di prima classe si allaga. Il progettista Thomas Andrews aveva trascorso le ultime ore cercando di rassicurare passeggeri e camerieri e incitandoli a indossare i salvagente («Dabbasso è in pezzi, ma non affonderà se reggono le paratie poppiere»), fu visto per l'ultima volta dal cameriere John Stewart, in piedi, nel salone fumatori, con lo sguardo fisso su un quadro: Il porto di Plymouth, del pittore Norman Wilkinson. Il cameriere (che riuscì a salvarsi) chiese ad Andrews se non voleva fare nemmeno un tentativo, ma Andrews «…restò lì come inebetito». Ida Straus rifiutò di salire sull'ultimo posto dell'ultima lancia per restare accanto al marito Isidor Straus.
Anche riguardo a Benjamin Guggenheim si ha una testimonianza curiosa, secondo la quale egli rifiutò il salvagente, indossò un abito da sera insieme al suo segretario e pronunciò una frase del tipo: «Ci siamo messi gli abiti migliori e affonderemo come gentiluomini». La frase passò alla storia, ma non è chiaro a chi fosse rivolta. Il direttore del ristorante Luigi Gatti rimase in disparte in mantello e tuba, mentre il milionario J.J. Astor IV – che si era visto rifiutare da Lightoller un posto nella lancia n. 4 accanto alla moglie – rimase sul ponte lance fino alla morte e pare che abbia messo in testa a un ragazzino un cappello da bambina dicendo «Ecco, adesso puoi andare».
I musicisti, stando alle testimonianze dei superstiti, continuarono a suonare fino agli ultimi istanti dell'affondamento. Nessuno di loro sopravvisse al naufragio. L'ultimo brano suonato dall'orchestra fu un inno cristiano, forse Autunno o più probabilmente Nearer, My God, to Thee (Più presso a te, Signor). Particolarmente preziosa al riguardo è la testimonianza di Eva Hart, che all'epoca del disastro aveva 7 anni:
Poco dopo le 2:00 Lightoller tentò di calare in mare il battello pieghevole B arrampicandosi sul tetto degli alloggi ufficiali, ma non ci riuscì. Il pieghevole A venne portato via dal risucchio, galleggiando capovolto. Il D venne calato in mare con 44 persone a bordo (la capacità era di 47) dopo che Lightoller e altri marinai lo avevano difeso dall'assalto dei passeggeri, tenendosi per le mani e formando una catena umana. Queste erano le ultime lance rimaste a disposizione. Il colonnello Gracie riferì che in quel momento una folla immensa proveniente dai ponti inferiori emerse, coprendo tutto il ponte lance: si trattava dei passeggeri di terza classe, rimasti fino ad allora sottocoperta. Circa un centinaio di persone si radunarono intorno a due sacerdoti e cominciarono a recitare il rosario. Con loro arrivarono anche tutti i macchinisti, che avevano lavorato alle pompe, ritardando il più possibile l'inabissamento e assicurando la luce elettrica fino quasi alla fine. I macchinisti morirono tutti.
Verso le ore 2:10 la poppa si era sollevata al punto da formare un angolo di 30° con la superficie del mare, stagliandosi contro il cielo stellato. La forza terrificante generata dall'emergere dello scafo provocò il lento schiacciamento della chiglia e la dilatazione delle sovrastrutture, che portarono lo scafo quasi al punto di rottura. Secondo i calcoli effettuati dagli scienziati della spedizione del 1997, sul Titanic agì in quel momento una pressione di 387 chilogrammi per centimetro quadrato. Il fumaiolo di proravia si staccò intorno alle 2:15, mentre l'acqua ruppe i vetri della cupola e inondò lo scalone, riversandosi nella nave e velocizzando ulteriormente l'inabissamento. Poco dopo si staccò anche il secondo fumaiolo, che cadde verso dritta.
Il testimone oculare Jack Thayer rese questa testimonianza, raccontando ciò che aveva visto da bordo della lancia su cui era salito:
(Testimonianza di Jack Thayer)

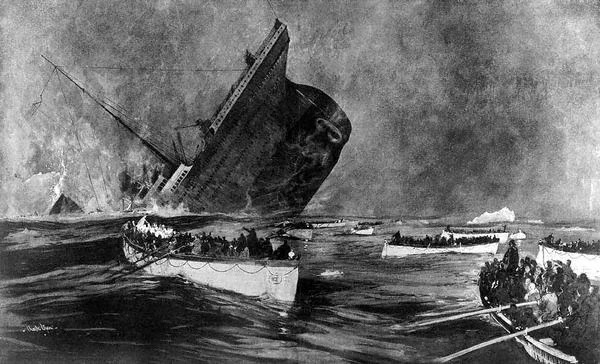
L'affondamento della poppa del Titanic in un disegno del 1914

Intorno alle 2:15 il circuito elettrico dell'intero scafo si interruppe all'improvviso e si udirono rumori cupi di «strappi e fratture», come se le caldaie e le macchine si fossero staccate dalle loro sedi precipitando in avanti. A causa della completa sommersione della prua, la poppa si innalzò formando un angolo di 30° sulla superficie dell'oceano, mettendo in mostra eliche e timone. Ciò si tradusse in una eccessiva sollecitazione sul fulcro della leva, sito tra il secondo e il terzo vano macchine. Alle 2:18 lo scafò si spezzò in due tronconi, che per alcuni istanti rimasero attaccati a livello del doppio fondo della chiglia. La poppa sembrò improvvisamente arretrarsi e abbassarsi; le testimonianze contraddittorie dei superstiti fanno pensare che la rottura non si sia verificata fuori dalla superficie dell'acqua, e ciò che sicuramente si vide fu la repentina minore inclinazione della parte poppiera.
Jack Thayer riferì:
Lawrence Beesley aggiunse:
L'acqua penetrò all'interno della crepa di spezzamento e velocizzò l'inabissamento del troncone di prua (nonostante ancora non si fosse completamente staccato dal troncone di poppa), consentendo alla poppa di rialzarsi quasi perpendicolarmente; nel frattempo, alle 2:19, la prua si staccò e si inabissò, lasciando galleggiare la poppa per qualche istante.
La rottura dello scafo non avvenne in modo improvviso: le lamiere incominciano prima a contorcersi, poi a fendersi, quindi a fratturarsi e, nel giro di pochi secondi, la sollecitazione di flessione raggiunge il livello massimo tale da vincere la resistenza opposta dall'acciaio. Esistono due teorie principali su come la nave si sia spezzata: la teoria top-down e la teoria di Mengot, così chiamata dal nome del suo creatore, Roy Mengot. La prima, la più popolare, afferma che la rottura è stata centralizzata sul punto debole strutturale all'ingresso del primo locale caldaie e che si è formata sui ponti superiori prima di abbattersi sulla chiglia, e che la disgregazione separò totalmente la nave fino al doppio fondo, che fungeva da cerniera di collegamento tra prua e poppa. Quando il doppio fondo ha ceduto, entrambi i segmenti della nave si sono separati. La teoria di Mengot postula invece che la nave si sia rotta per le forze di compressione e non per la tensione della frattura, che ha provocato una rottura dal basso verso l'alto.
Il colonnello Gracie, che saltò in mare poco prima della fine e poi salì sul canotto pieghevole B, scrisse nel suo libro La verità sul Titanic:
Alle 2:20 anche la parte poppiera, sospinta verso il basso dalla forza di gravità, sparì verticalmente sotto la superficie dell'acqua, portando a termine la breve vita del Titanic.

#### La discesa verso il fondale oceanico
Dal momento in cui la parte prodiera si staccò da quella poppiera, i due tronconi della nave cessarono di comportarsi come unica sezione e si inabissarono seguendo traiettorie differenti.
La sezione prodiera planò mantenendo un'accentuata angolazione, di circa 20°, per 3800 metri verso il fondo, a una velocità media di circa 30 nodi (56 km/h): la conformazione idrodinamica della prua si accentuò, in quanto l'albero di trinchetto si staccò piombando sulla plancia di comando, devastandola, quando la pressione dell'acqua vinse la tenuta delle saldature (vale a dire verso i 300 metri di profondità). La veloce discesa della prua trascinò dietro al troncone una colonna d'acqua di cinquanta tonnellate.
Il troncone di poppa, scomparso dalla superficie alle 2:20, iniziò a discendere verticalmente, ribaltandosi e roteando a spirale in senso orario su se stesso con la parte posteriore puntata verso il basso. A causa delle forze provocate dall'acqua si staccarono alcuni elementi della sezione poppiera, già lesionata, a livello del punto di frattura dello scafo, ovvero le parti comprese tra il secondo e il quarto fumaiolo, che precipitarono sul fondo, aprendo un cratere da impatto e scomponendosi in quattro sottosezioni, tutte presenti a est di dove precipiterà la sezione poppiera rimanente. La repentina pressione dell'acqua e dell'aria fecero letteralmente "esplodere" a circa 150 metri di profondità sia la sezione centrale, sia la sezione poppiera (le sacche di aria rimaste intrappolate al loro interno implodono e disintegrano i compartimenti stagni). L'implosione dei ponti con espulsione massiccia dell'aria intrappolata in essi per un attimo bloccò la rotazione della poppa in senso orario, invertendone il verso in senso antiorario quasi immediatamente e accelerandone la velocità a circa 80 km /h. A questo punto, l'intera sezione poppiera si rigira e precipita nell'abisso con il timone verso il basso, perdendo nella discesa intere sezioni di ponti, distaccate al momento dell'esplosione. Il crollo dei ponti l'uno sull'altro provocò la lacerazione delle lastre dello scafo, il distacco del doppio fondo, la parziale rottura dell'intera struttura, il suo piegamento, la sua deformazione, il suo schiacciamento e la sua parziale disintegrazione; nell'esplosione si staccarono cinque caldaie, da 50 tonnellate cadauna, che precipitarono poco lontano dalla poppa e molti altri oggetti e zolle di carbone, che, invece, la corrente farà posare dolcemente sul fondo a debita distanza dopo parecchie ore.
A causa della forma allargata, entrambe le sezioni, di prua e di poppa, alternano momenti di caduta (con angolo compreso tra i 75° e i 90°), in cui acquistano velocità, a momenti di stallo (con angoli di 15°-20°), in cui la riducono. In cinque minuti di discesa inarrestabile entrambe le sezioni del relitto raggiungono e impattano il fondale marino deformandosi notevolmente nel contraccolpo; la sezione di prua, lunga 137 metri, piombò sul fondo a una velocità stimata di circa 60 km / h e si sommerse nel fango del fondale per 18 metri, mentre la poppa, lunga circa 110 metri, penetra per 15 metri il fango a una velocità stimata di circa 90 km / h e nel contraccolpo si disintegra quasi del tutto.
Dopo 30 minuti dalla separazione dal troncone di coda, la prua penetrò nel fango del fondale marino con un angolo di 20° e una velocità di circa 30 nodi (56 km/h), cosicché la punta si conficcò per 18 metri nel fango, arandolo, mentre il contraccolpo violento piegò l'intera sezione incurvandola con la concavità rivolta verso il basso, deformando lo scafo. A questo punto, dopo qualche istante, si abbatté sul relitto anche la colonna d'acqua che la prua si trascinava dietro. Le cinquanta tonnellate d'acqua ai 55 - 74 chilometri orari completarono la devastazione schiacciando i ponti, facendo saltare le giunzioni delle finestre (che – da chiuse – si aprirono) e facendo espellere il portellone del boccaporto di prua, che venne eiettato a 80 metri avanti alla prua. La parte posteriore della prua si accascia facendo accartocciare le lamiere di entrambe le fiancate e facendo collassare i ponti.
Il troncone di poppa si incuneò nel fango del fondale lasciando tracce circolari (tuttora visibili) in senso antiorario, con il timone seguendo un angolo di circa 25° e venne completamente devastato dallo schianto, con la distruzione totale dei ponti e delle fiancate, che si piegarono con un angolo di 90°. La carena dello scafo, nella sezione poppiera, pesantissima a causa delle motrici alternative (che erano rimaste al loro posto), si schiantò sul fondo con una tale violenza che i ponti crollarono l'uno sull'altro. Il collasso dei ponti ricoprì di lamiere entrambe le fiancate e il contraccolpo dovuto all'impatto sul fondale limaccioso sradicò l'albero di poppa facendolo abbattere su ciò che rimaneva dei ponti.
I due tronconi si disposero a circa 600 metri di distanza l'uno dall'altro, la prua (la porzione più consistente del relitto) in direzione nord-est, separata dalla maggior parte dei reperti, e la poppa – rivolta con il timone verso la prua – a sud-ovest, circondata da suppellettili e porzioni di infrastrutture di ogni genere. La sezione centrale giace, invece, a est delle altre due sezioni, irriconoscibile per le devastazioni subìte. Dietro la prua, il fango del fondale è tuttora disposto a ventaglio per effetto dell'onda d'urto dell'impatto della sezione con il fondale oceanico. Essi giacciono sull'ultimo tratto della scarpata continentale in un'area di lieve pendio.
Nelle ore successive i detriti raggiunsero il fondale e si posizionarono intorno al relitto. Il campo in cui giacciono i rottami si trova al confine tra la scarpata continentale nordamericana e la piana abissale atlantica, in un lieve e dolce declive. Il campo dei rottami copre un'estensione di fondale di circa 400 hm². Le vorticose correnti sottomarine modificano continuamente il fondo oceanico, spostando sedimenti e dune che ora ricoprono e ora scoprono i reperti, molti dei quali tuttora giacciono sotto il fango. Alcune dune, in molti casi, sono – addirittura – più larghe, lunghe ed elevate delle sezioni di prua e di poppa della nave. Con buona probabilità, secondo alcuni studi, a meno che non venga corroso prima dai batteri che si nutrono di ferro, l'intero relitto potrebbe venir sepolto sotto il fango nell'arco del prossimo mezzo secolo.

### Le operazioni di salvataggio
La quasi totalità dei 706 superstiti risultò consistere nelle persone che avevano preso posto sulle lance, mentre pochissimi furono i sopravvissuti tra quanti si trovavano ancora bordo del Titanic nella fase finale del naufragio e caddero in acqua dopo l'affondamento. La temperatura era di circa 0 gradi, condizione a cui l'essere umano, senza opportune protezioni, è in grado di resistere al massimo 10 minuti prima di assiderarsi. Gran parte dei naufraghi, infatti, morì appunto per ipotermia e non per annegamento, dato che quasi tutti indossavano il giubbotto salvagente. Un caso singolare a tale riguardo fu quello del panettiere Charles Joughin, il quale ingerì una grossa quantità di whisky prima che la nave iniziasse ad affondare e affermò che ciò gli permise di rimanere a mollo per circa due ore, prima di riuscire a raggiungere dapprima la pieghevole «B» e in seguito la lancia numero 12, sopravvivendo senza quasi accusare il freddo e riportare sintomi di congelamento, racconto che comunque è molto discusso. Nessuno fu, invece, vittima degli squali, animali comunque presenti a quelle latitudini. Delle circa 1550 persone che erano a bordo del Titanic nella fase conclusiva dell'inabissamento, quando diciotto delle venti lance erano state calate (le rimanenti due, le pieghevoli «A» e «B», non poterono essere correttamente calate e furono trascinate in mare quando la nave si inabissò), i sopravvissuti furono circa 50-60.
Otto membri dell'equipaggio, due dei quali morirono per ipotermia dopo il salvataggio, furono recuperati dalla lancia numero 4, la penultima a lasciare la nave, che, al comando del timoniere Walter Perkis, si era trattenuta nei pressi del transatlantico allo scopo di imbarcare altri passeggeri dai portelloni laterali (che però furono trovati chiusi) e che si avvicinò agli uomini in mare, recuperando quelli che riuscirono a raggiungerla a nuoto.
Altri quattro naufraghi, uno dei quali deceduto dopo il recupero, vennero tratti in salvo dalla lancia n. 14 che, al comando del quinto ufficiale Harold Godfrey Lowe, fu l'unica imbarcazione a tornare verso il gruppo dei naufraghi in cerca di superstiti. A eccezione delle persone recuperate dalle lance 4 e 14, gli unici altri superstiti tra quanti erano a bordo del Titanic nei suoi minuti finali furono 40-50 persone che riuscirono a raggiungere i relitti delle lance pieghevoli «A» e «B».
Venti o trenta naufraghi riuscirono a raggiungere la pieghevole «A», rimasta alla deriva semiallagata (all'interno vi erano 30-35 centimetri d'acqua) e con i fianchi di tela abbassati (tanto che i superstiti dovettero trascorrere ore con l'acqua alle ginocchia), ma molti di essi (alcuni dei quali non erano riusciti a salire sull'imbarcazione, ma solo ad aggrapparsi al suo bordo, in particolare gli ultimi arrivati, già troppo sfiniti e assiderati per riuscire a salire) morirono di ipotermia nel corso della notte, mentre i sopravvissuti, il cui numero non è mai stato del tutto accertato, ma risulterebbe verosimilmente ammontare a una cifra compresa tra le 14-15 (nove o dieci passeggeri – tre di prima classe e sei o sette di terza classe – e cinque membri dell'equipaggio) e le 18-20 persone, vennero recuperati, la mattina seguente, dalla lancia numero 14.
Tra i superstiti della pieghevole «A» vi fu anche Rhoda Mary Abbott, l'unica donna sopravvissuta a non essere salita su una lancia prima del definitivo inabissamento. Alcune decine di superstiti si arrampicarono invece sul relitto della pieghevole «B», che si era capovolta, ma alcuni dei naufraghi (tre o quattro, secondo quanto riferito dai superstiti), tra cui il primo radiotelegrafista John George Phillips (e probabilmente anche il passeggero di terza classe David Livshin), morirono anch'essi di ipotermia nel corso della notte, mentre trenta superstiti (undici passeggeri – tre di prima classe, uno di seconda classe e sette di terza classe – e diciannove membri dell'equipaggio) vennero presi a bordo, la mattina successiva, dalle lance 4 e 12. Tra i superstiti della pieghevole «B» vi furono il secondo ufficiale Lightoller, il secondo radiotelegrafista Harold Sidney Bride e i passeggeri di prima classe Jack Thayer e Archibald Gracie, che furono tra i principali testimoni oculari delle fasi finali dell'inabissamento del Titanic.
L'unica altra lancia a recuperare dei superstiti dall'acqua fu la lancia pieghevole «D», i cui occupanti trassero in salvo il passeggero di prima classe Frederick Maxfield Hoyt, che era riuscito a raggiungere a nuoto la lancia, una delle più vicine al Titanic, saltando in mare dopo avervi fatto imbarcare la moglie. Verso le 4.00, un'ora e quaranta minuti dopo l'affondamento, arrivò sul posto il transatlantico Carpathia, che aveva compiuto un pericoloso percorso attraverso i campi di ghiaccio e nell'arco delle quattro ore successive recuperò i naufraghi sopravvissuti sulle lance. Le salme di quattro vittime decedute a bordo delle lance furono sepolte in mare dal piroscafo. A bordo fu poi tenuta una cerimonia religiosa per i dispersi e alle 8:50 la nave partì per New York, dove arrivò il 18 aprile.

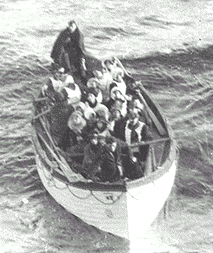
La lancia n° 6 che si avvicina al Carpathia
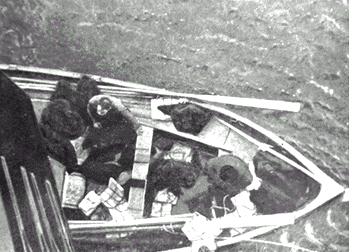
La lancia n°1, la meno carica di tutte, raggiunge il Carpathia.
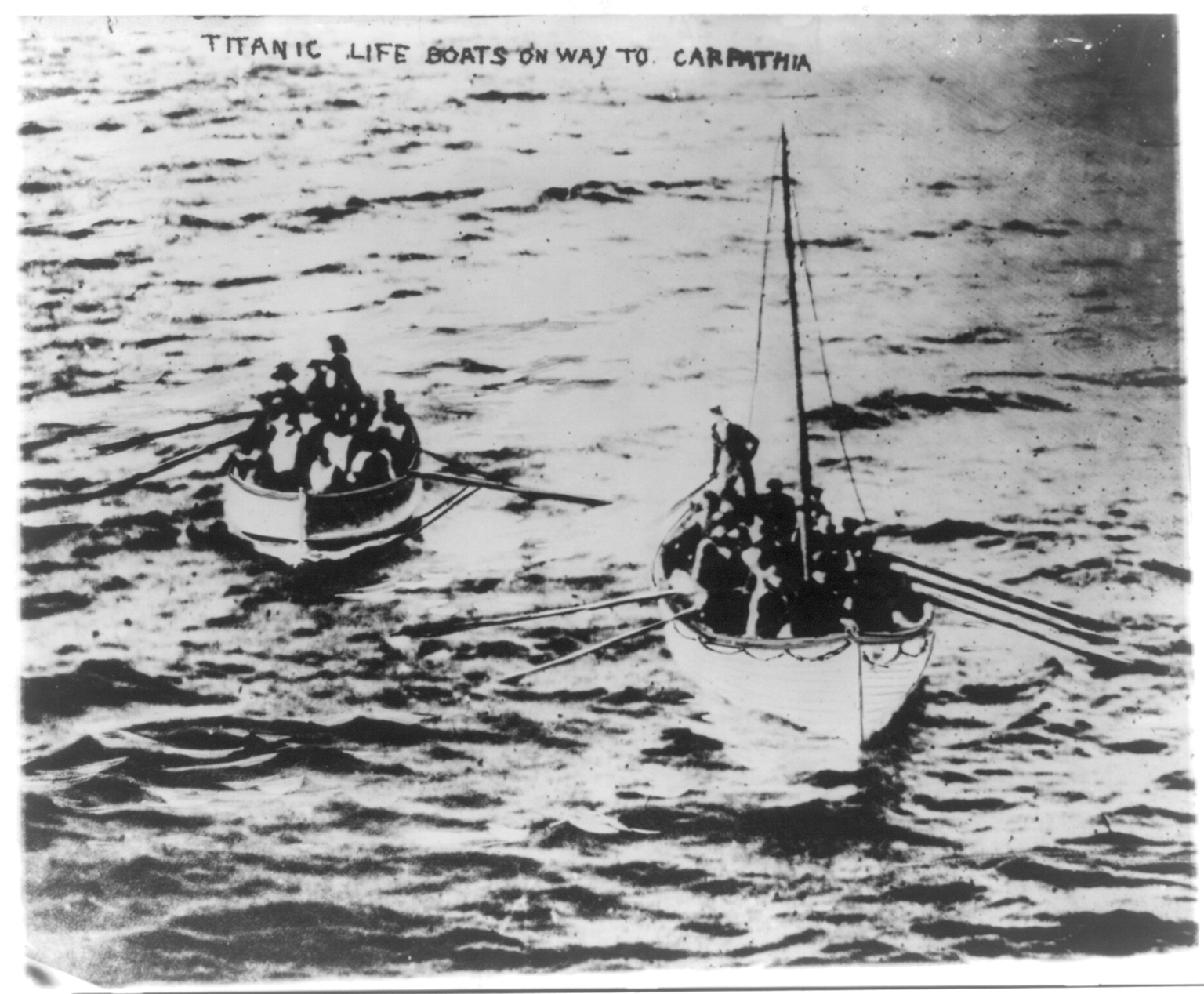
Scialuppe si dirigono verso il Carpathia (a destra la n° 14, sulla quale si trovava il 5º ufficiale Harold Lowe, a sinistra la D)
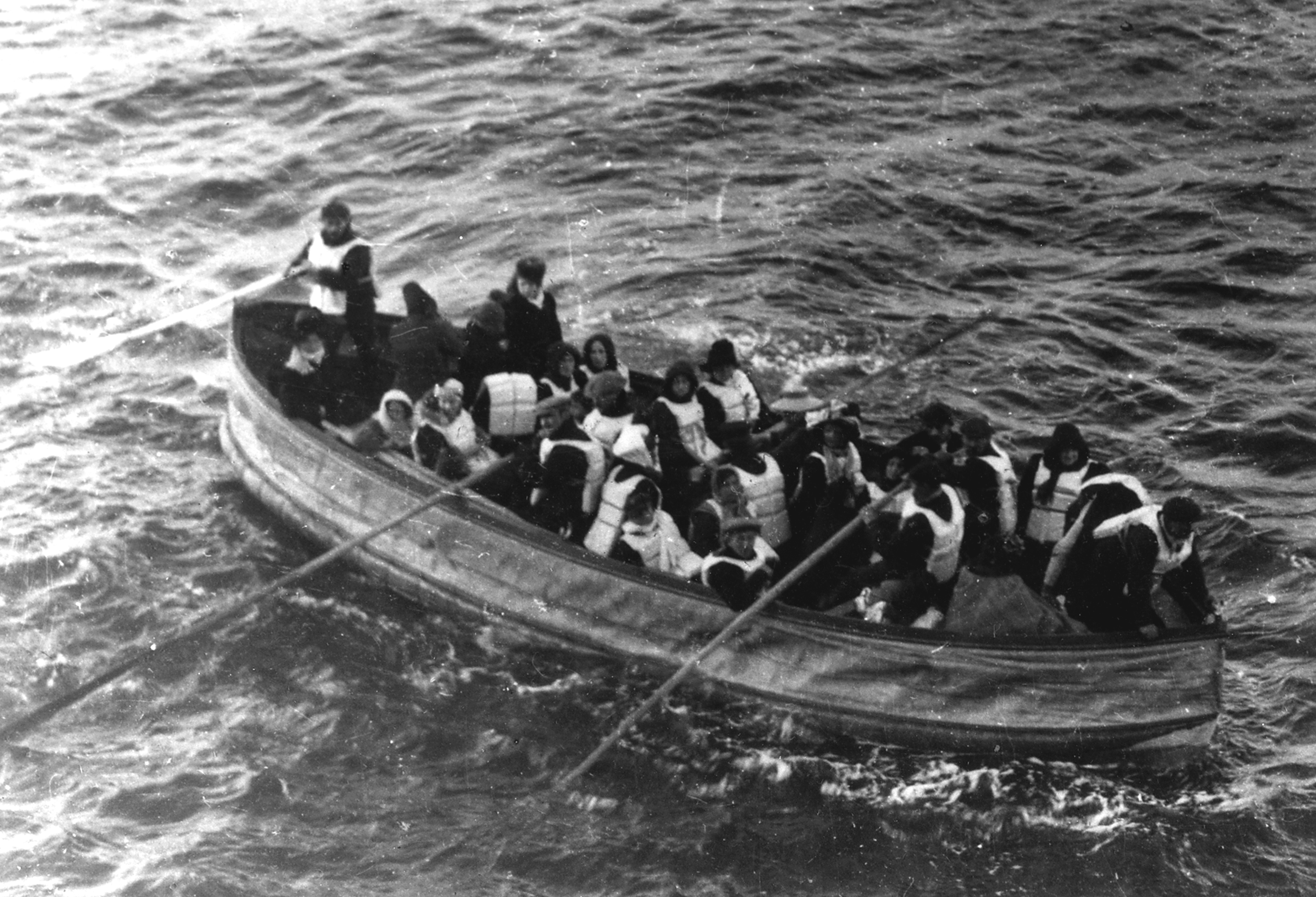
Sopravvissuti a bordo di una zattera smontabile, visti da bordo del Carpathia
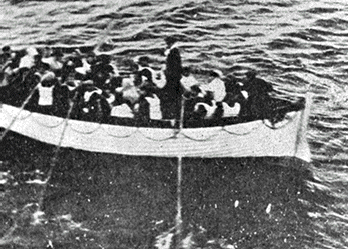
Una lancia del Titanic, non è stato possibile capire di quale si trattasse
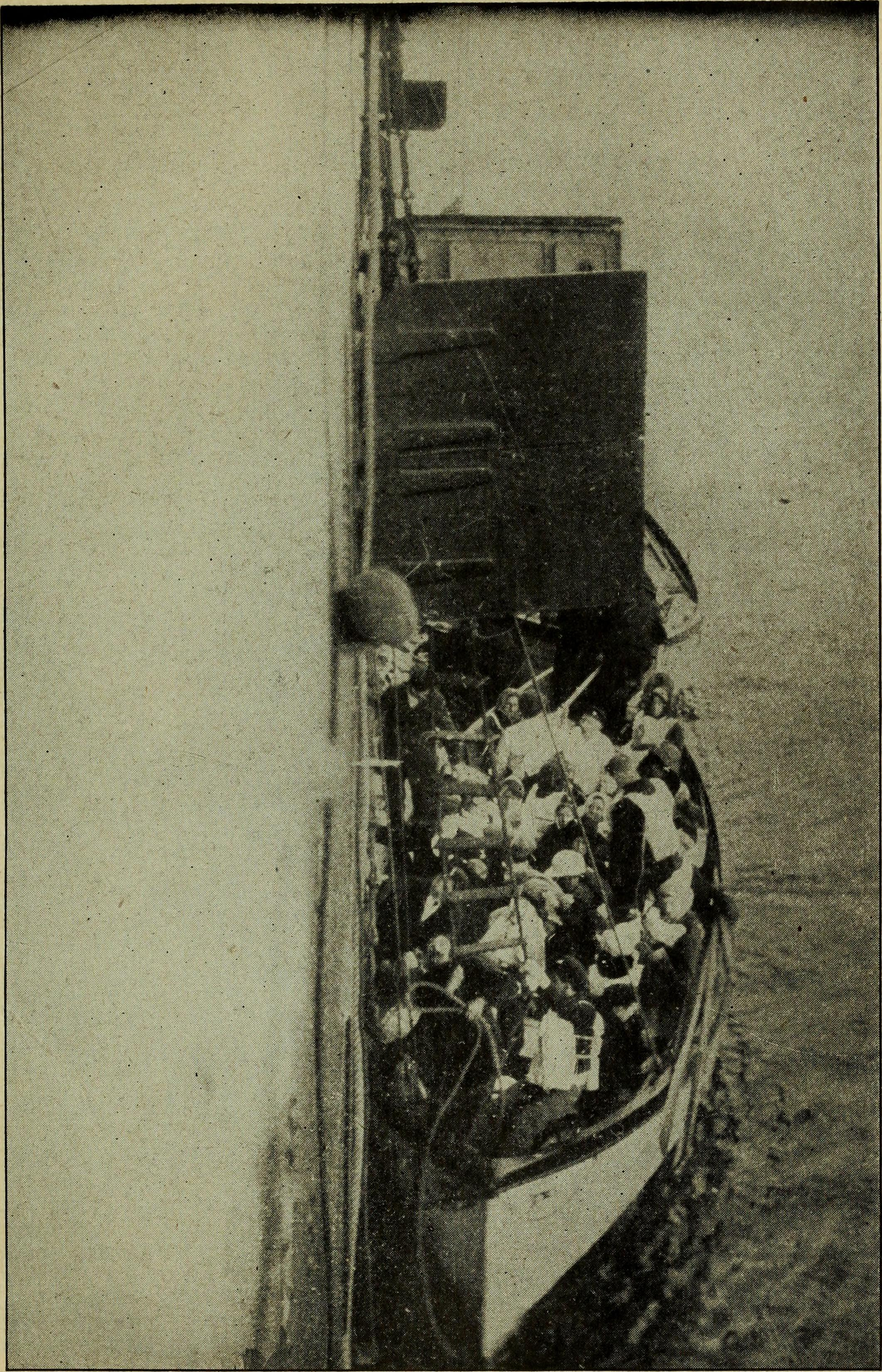
La n° 12 vicina al Carpathia
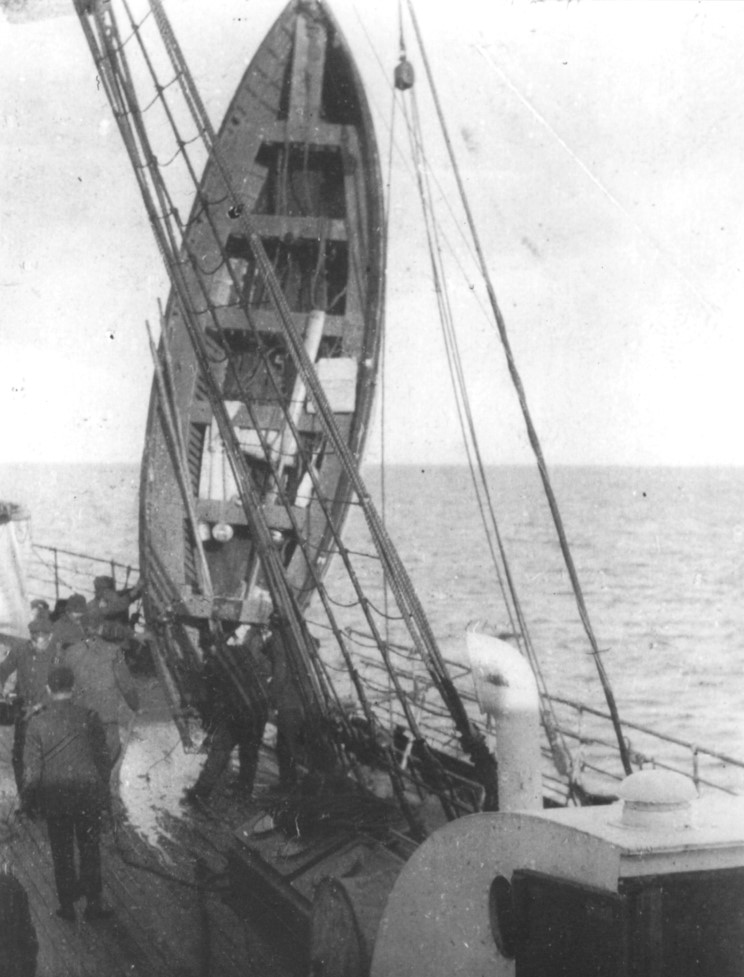
La n° 12 issata a bordo del Carpathia
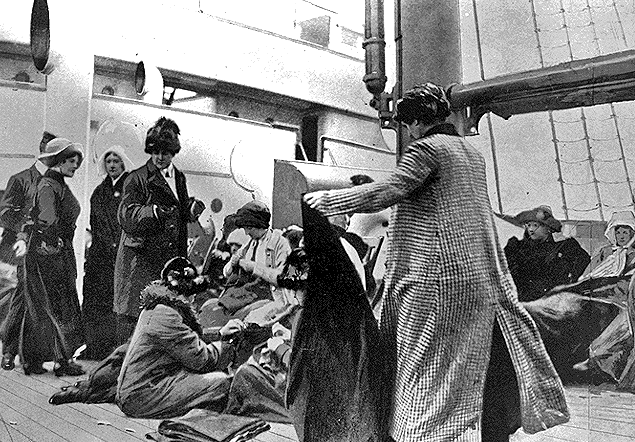
Alcune donne che si sistemano sul ponte del Carpathia
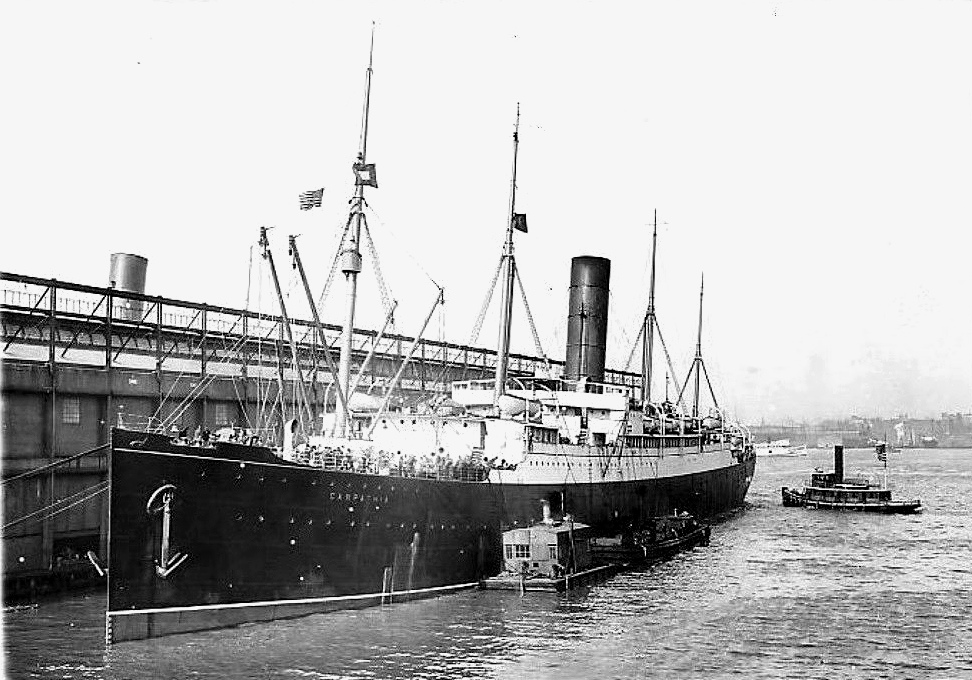
L'arrivo del Carpathia a New York con i superstiti
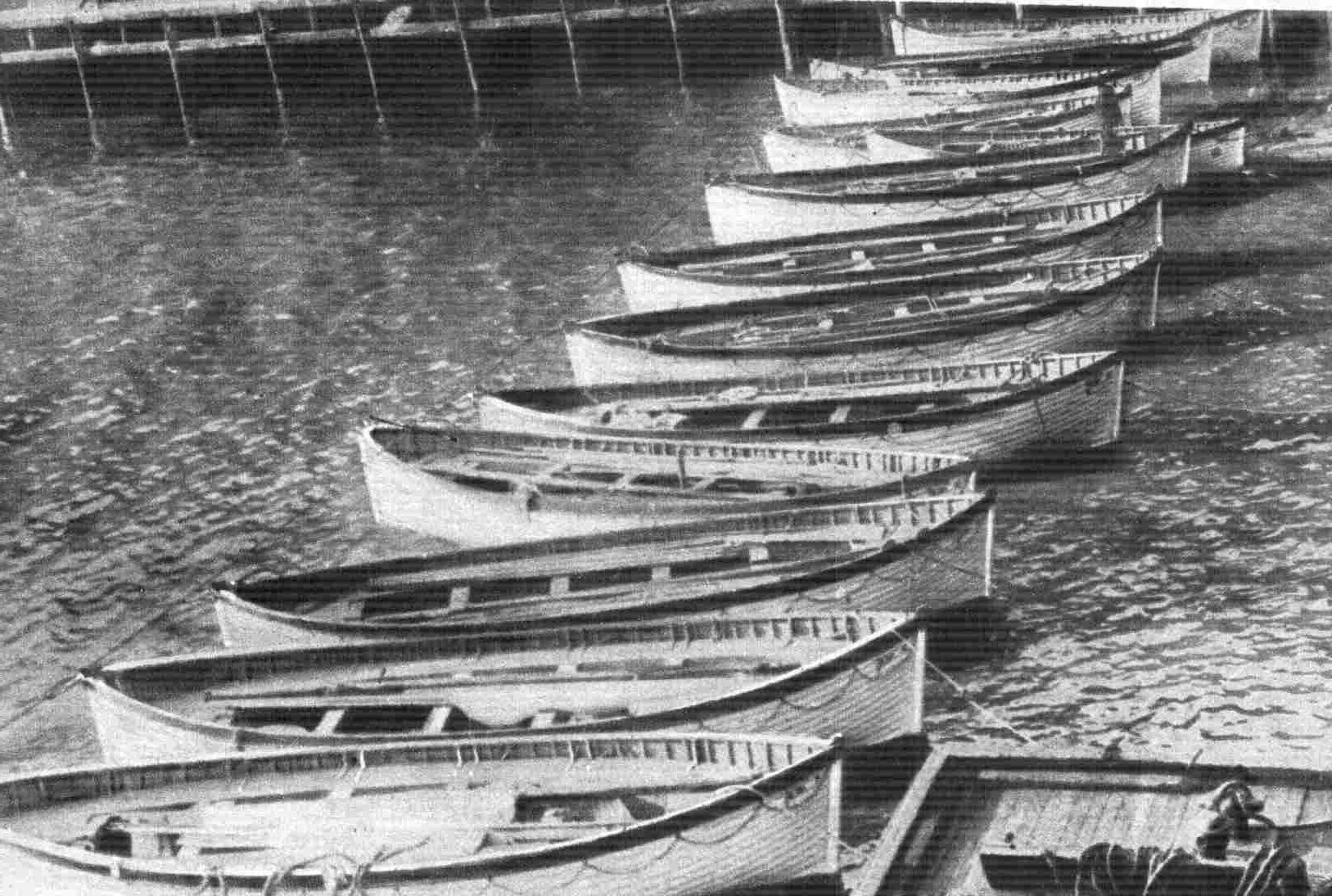
Le 13 barche recuperate dal Carpathia, New York

#### La lancia di salvataggio alla deriva
Un mese dopo il naufragio del Titanic il transatlantico Oceanic recuperò a centinaia di chilometri dal luogo del disastro una lancia alla deriva semisommersa: a bordo della stessa vennero rinvenuti tre corpi, uno dei quali in tight. Quando il medico di bordo analizzò i cadaveri trovò, fra i loro denti, tracce di sughero delle cinghie di sicurezza, e ritenne fossero morti di fame, a significare che alcune persone si erano salvate dalle acque gelide salendo su una lancia alla deriva, trovando poi la morte per fame e stenti. In realtà è verosimile che i tre corpi fossero quelli abbandonati a bordo della lancia pieghevole "A" quando questa venne raggiunta dalla lancia numero 14, e quindi di persone morte assiderate nella notte del naufragio. L'unico dei tre a essere identificato fu il canadese Thomson Beattie.

## Luogo di sepoltura delle vittime
Una volta stabilito il numero di vittime la White Star Line inviò la nave posacavi Mackay-Bennett a recuperare i resti. Il piroscafo, partito il 17 aprile 1912, recuperò 306 salme, 201 delle quali furono portate ad Halifax in Nuova Scozia. Le altre tre navi inviate alla ricerca dei corpi, i piroscafi Minia, Montmagny e Algerine, partiti rispettivamente il 25 aprile (protraendo le ricerche per una settimana), il 6 maggio e il 15 maggio, recuperarono rispettivamente diciassette, quattro e un corpo. I corpi non reclamati furono sepolti nel cimitero di Halifax. La White Star Line si incaricò di mantenere il decoro di queste tombe fino al 1927, anno in cui si fuse con la Cunard, la quale tuttora espleta l'unico servizio transatlantico regolare. Nei mesi successivi al disastro anche i piroscafi Oceanic, Ottawa e Ilford trovarono casualmente altre salme: l'Oceanic si imbatté nel relitto della pieghevole A, con tre corpi a bordo, il 16 maggio, mentre l'Ottawa e l'Ilford recuperarono ciascuno una salma dal mare rispettivamente il 6 e l'8 giugno 1912. In tutto furono recuperate 333 salme (39 di passeggeri di prima classe, 32 di seconda classe, 75 di terza classe e 213 di membri dell'equipaggio, oltre a 14 non identificate), 119 delle quali furono sepolte in mare, mentre 150 vennero tumulate ad Halifax e 59 restituite alle famiglie.
| Passeggeri     | Perdite                         | Salvati                        | Totale |
| -------------- | ------------------------------- | ------------------------------ | ------ |
| Prima classe   | 119 uomini, 11 donne e bambini  | 54 uomini, 145 donne e bambini | 329    |
| Seconda classe | 142 uomini, 24 donne e bambini  | 15 uomini, 104 donne e bambini | 285    |
| Terza classe   | 417 uomini, 119 donne e bambini | 69 uomini, 105 donne e bambini | 710    |
| Equipaggio     | 682 uomini, 3 donne             | 194 uomini, 20 donne           | 899    |
| Totale         | 1517                            | 706                            | 2223   |

Su un totale stimato di 2228 persone a bordo solo 705 sopravvissero e circa 1523 (il 68%) morirono. In realtà il numero preciso non è certo, poiché la lista esatta dei passeggeri e dell'equipaggio andò perduta. I dati citati sono quelli forniti dall'inchiesta ufficiale americana. Secondo la commissione di inchiesta americana morirono 1517 persone e solo 706 sopravvissero.

## Inchieste e ricostruzioni

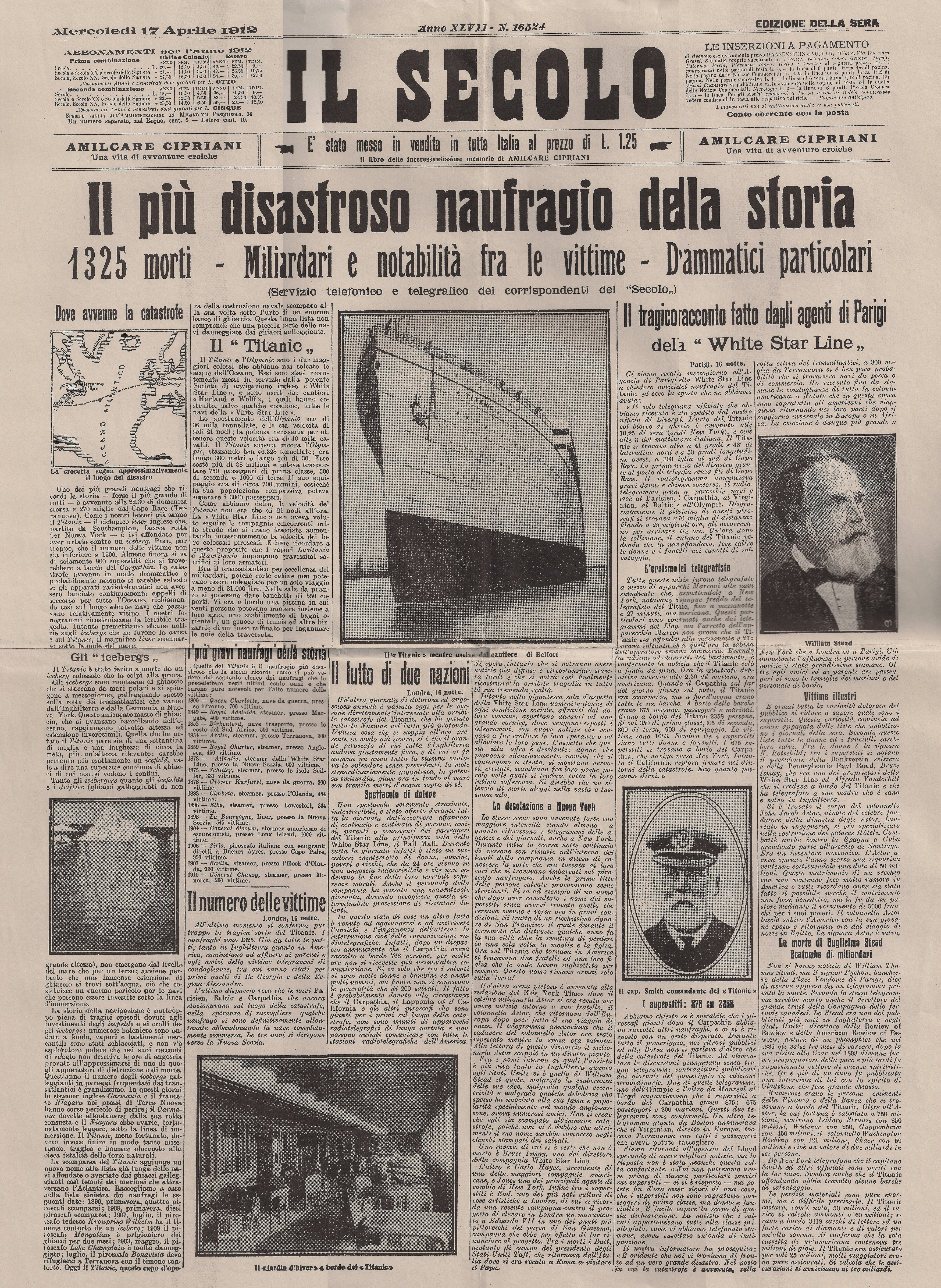
La prima pagina de Il secolo del 17 aprile 1912, dedicata al naufragio.

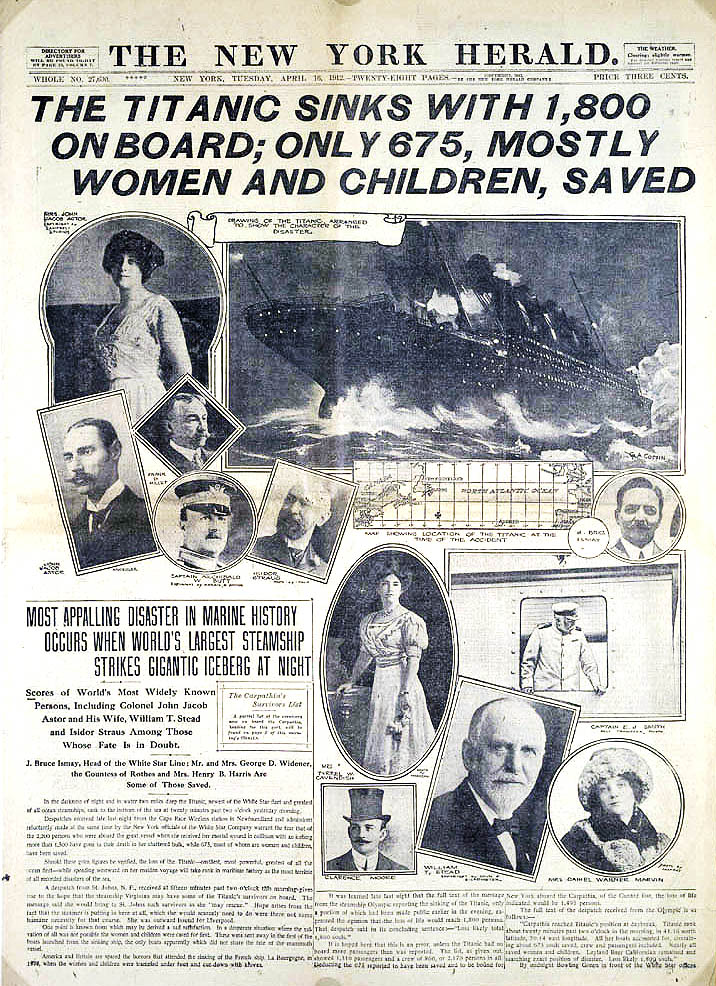
La notizia del disastro sul New York Herald.

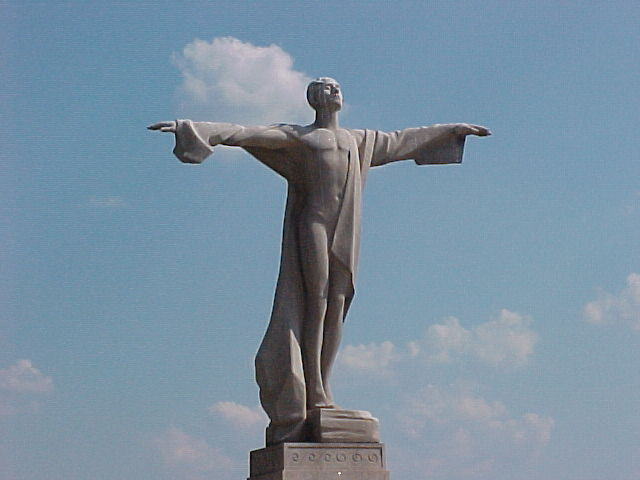
Monumento alle vittime del Titanic, Washington

Una scheda dei danni subiti dal Titanic durante il naufragio.

La dinamica del naufragio venne ricostruita a posteriori dalle inchieste parallelamente aperte dal Congresso statunitense (gran parte dei naufraghi della prima e della seconda classe erano cittadini statunitensi e praticamente tutti i passeggeri della terza classe erano in procinto di diventarlo) e dal Ministero del Commercio britannico (tenutasi presso la Scottish Drill House) che seguirono la vicenda, tra l'aprile e il luglio del 1912. Nel corso di queste inchieste alcuni testimoni indicarono che – come effettivamente appurato al momento del ritrovamento del relitto settant'anni più tardi – lo scafo si squarciò e si ruppe in due tronconi (un testimone addirittura eseguì un bozzetto delle fasi del naufragio), mentre altri non furono in grado di confermare l'accaduto. Gli ingegneri navali smentirono categoricamente la possibilità che la pressione idrostatica avesse potuto prevalere sulla tenuta dell'acciaio e che – quindi – il transatlantico si fosse spezzato, ma le testimonianze dei pescatori dell'isola di Terranova confermarono l'accaduto in quanto avevano recuperato, tanto al largo quanto a riva, per alcuni mesi dopo il naufragio, diverse tavole di mogano e di ebano (presenti nei rivestimenti delle cabine di prima classe) e di tek (di provenienza dal ponte della nave). La compagnia di navigazione – dal canto suo – appoggiò la versione dell'inabissamento del transatlantico integro per evidenti motivi di immagine. Dalle innumerevoli fotografie scattate negli abissi ove il relitto giace, a partire dal 1985, appare ora possibile ricostruire il drammatico naufragio della nave, che non avvenne, come descritto nella relazione finale delle inchieste «…scivolando lo scafo integro sotto le onde dell'oceano, andando, quindi, ad adagiarsi dolcemente sul fondo.»
La mattina successiva alla sciagura, il vicepresidente della White Star rese alla stampa una dichiarazione clamorosamente falsa, dicendo che il Titanic non correva alcun pericolo di naufragio. Solo alle 19:00 comunicò la verità della tragedia, non precisando però il numero delle vittime. Ancora prima che la nave con i superstiti giungesse in porto, incominciarono le indagini per capire cosa fosse accaduto e per prevenire una seconda probabile tragedia.
In considerazione dell'elevato numero di vittime vennero aperte due inchieste, una statunitense (la prima in ordine temporale) e una britannica, volte a stabilire l'eventuale negligenza dell'equipaggio e della società proprietaria del transatlantico e l'eventuale diritto al risarcimento dei superstiti e delle famiglie dei deceduti.
- Il Titanic naufragò in acque internazionali, era condotto da equipaggio britannico, navigava sotto bandiera britannica e apparteneva a una società armatoriale statunitense. In base al diritto di proprietà, il congresso americano avviò un'indagine (risoluzione n. 283 del 17 aprile 1912) con il diritto di citare ad apparire testimoni anche di nazionalità non statunitense, e – infatti – a nessun superstite fu permesso di lasciare New York fino a conclusione dell'inchiesta. In ottemperanza alla legge Harter del 1898, ai sensi della quale una società marittima doveva essere obbligata, in caso di incidente o di naufragio, a versare danni e interessi ai suoi passeggeri o a coloro aventi diritto se si stabilì che questa società si rese colpevole di difetto o di negligenza, la White Star Line venne chiamata a discolparsi dell'accaduto. Il Senato statunitense aprì ufficialmente l'inchiesta venerdì 19 aprile, il giorno dopo l'arrivo del Carpathia a New York. Il senatore repubblicano cinquantatreenne del Michigan, William Alden Smith, presidente della commissione, volle avere le testimonianze di passeggeri ed equipaggio "a mente fresca", prima che il tempo facesse perdere la memoria dei particolari. Volle anche interrogare i cittadini inglesi mentre si trovavano ancora sul suolo americano. L'inchiesta americana durò fino a sabato 25 maggio. L'intera commissione composta di sette senatori era però priva di competenza tecnica circa i fatti in discussione, costruzioni navali, diritto della navigazione, doveri degli ufficiali e dell'equipaggio, per cui il sospetto che l'intera inchiesta avesse il proposito di condannare a ogni costo la proprietà del transatlantico non venne mai esclusa. Le udienze si svolsero inizialmente nell'East Room, quindi, a partire dal 20 aprile, nella Myrtle Room del lussuosissimo Hotel Waldorf-Astoria, a New York, a causa del gran numero degli spettatori e dei giornalisti ivi convenuti. Ironia della sorte, l'Hotel in cui si tenne il dibattimento apparteneva a John Jacob Astor, perito proprio nel naufragio del Titanic. La domenica 21 aprile, la commissione fu trasferita nei locali del senato americano, a Washington, dove continuarono le udienze. In totale vennero ascoltati 82 testimoni (53 britannici e 29 statunitensi) con un costo stimato in 6600 dollari del 1912. Venne censurato il comportamento del comandante Smith per non aver prestato ascolto ai messaggi di avvertimento sul pericolo degl'iceberg, per non aver ridotto la velocità di crociera della nave, per non aver modificato la rotta, per aver tardato oltre 20 minuti nell'ordinare l'abbandono della nave, per non aver coordinato le fasi di abbandono della nave. La White Star Line venne a sua volta condannata al risarcimento dei superstiti e delle famiglie dei deceduti per aver oltremodo rimandato la notizia della perdita della nave. Venne imposto per il futuro che ogni nave che partisse o arrivasse in porti statunitensi dovesse possedere lance sufficienti per tutte le persone imbarcate e che sia l'equipaggio, sia i passeggeri venissero addestrati alle procedure per un eventuale abbandono della nave.
- In base al fatto che, pur appartenendo a una società armatoriale statunitense, il Titanic era una nave immatricolata in Gran Bretagna, costruita secondo le norme britanniche e navigante secondo le regolamentazioni britanniche con un equipaggio britannico, la Wreck Commissioner's Court britannica aprì a sua volta un'inchiesta, martedì 30 aprile 1912, su formale richiesta del ministro della giustizia, Robert Threshire martedì 23 aprile 1912. L'inchiesta del British Board of Trade in Inghilterra, che si svolse tra giovedì 2 maggio e mercoledì 3 luglio, fu invece presieduta e condotta (assieme ad altri cinque pari grado) dal settantunenne John Charles Bigham, barone Mersey of Tixteh, (Lord Mersey), che nel 1915 avrebbe presieduto anche l'inchiesta relativa all'affondamento del Lusitania. Le sedute si tennero inizialmente nella Drill Hall, sala di ripetizioni del London Scottish Regiment a Buckingham Gâté, a Londra, non lontano da Buckingham Palace, per poi esser trasferite alla Caxton Hall per gli ultimi due giorni. La commissione britannica era tecnicamente competente e si avvaleva anche della consultazione dei progetti di costruzione della nave, delle mappe con le rotte nell'Atlantico Settentrionale e di un modellino della medesima in scala 1:72, lungo 6 metri e fornito dai Cantieri Harland & Wolff ove venne costruito il Titanic. Vennero interrogate 97 persone, tutte britanniche, al loro rientro da New York, le quali vennero obbligate a rimanere a Londra per gli interrogatori. L'inchiesta britannica biasimò il mancato soccorso da parte del Californian e criticò il comandante Smith per gli stessi motivi espressi dalla commissione statunitense. L'equipaggio venne soltanto criticato per aver calato in mare la prima lancia con poche persone a bordo.

Entrambe le inchieste raccolsero le testimonianze dei passeggeri e degli equipaggi, sia di quelli del Titanic sia di quelli del Californian, oltre che quelli di vari esperti. Come conseguenza del mancato funzionamento della radio sul Californian durante la notte, 29 nazioni ratificarono nel 1912 il Radio Act, che regolamentava l'uso delle comunicazioni radio in mare. Il disastro portò alla stesura della prima convenzione internazionale per la salvaguardia della vita umana in mare, a Londra, il 20 gennaio 1914. Il 20 gennaio 1915 la conferenza siglò un trattato che stabilì il finanziamento internazionale dell'International Ice Patrol, un'agenzia della guardia costiera americana che ancora oggi controlla e segnala la presenza di iceberg pericolosi per la navigazione nel nord Atlantico.
Si stabilì inoltre che le lance di salvataggio installate su ogni nave dovessero essere sufficienti per tutte le persone a bordo, che venissero svolte le opportune esercitazioni di addestramento per le emergenze, che le navi dovessero mantenere attive le apparecchiature per le comunicazioni radio 24 ore su 24 e dovessero avere un generatore di emergenza con autonomia di un giorno e che lo sparo di un razzo di segnalazione rosso da una nave dovesse essere interpretato come richiesta di soccorso.

### Le lance insufficienti
La legge emessa nel 1894 obbligava a installare un minimo di 16 lance sulle navi eccedenti le 10.000 tonnellate quando all'epoca la nave più grande del mondo (il Lucania) pesava 13.000 tonnellate. Con il passare del tempo, tuttavia, la legge non era stata adeguata in proporzione all'aumento del tonnellaggio delle navi e nessuno si preoccupò di correggere la differenza. Il numero di lance a bordo del Titanic era quindi formalmente in regola, nonostante la nave avesse una stazza di ben 46000 tonnellate. Il mancato adeguamento della norma era noto nell'ambiente marittimo, infatti sul Titanic erano state installate da Alexander Carlisle - uno dei progettisti della White Star - le nuove gru di tipo "Welin", che potevano sostenere complessivamente 32 lance e ammainarne 64 per mezzo di bracci rotanti. Le lance aggiuntive non furono però mai installate e la White Star ne aggiunse solo quattro smontabili, più piccole, del tipo "Engelhardt". Le decisioni in tal senso sarebbero state attribuite al progettista William Pirrie e a Bruce Ismay, secondo i quali il ponte lance con sedici lance avrebbe avuto un aspetto migliore (in quanto troppe scialuppe «toglievano spazio e visuale sul ponte della camminata»). Alla fine Carlisle accettò la situazione dicendo: "A meno che il Board of Trade e i governi non costringano a installare un numero sufficiente di lance, nessun costruttore può permettersi tanto peso inutile".
Una forte critica venne dal senatore William Alden Smith, prosecutor (pubblico ministero) nell'inchiesta del 1912, che scrisse:

### Il caso delCalifornian

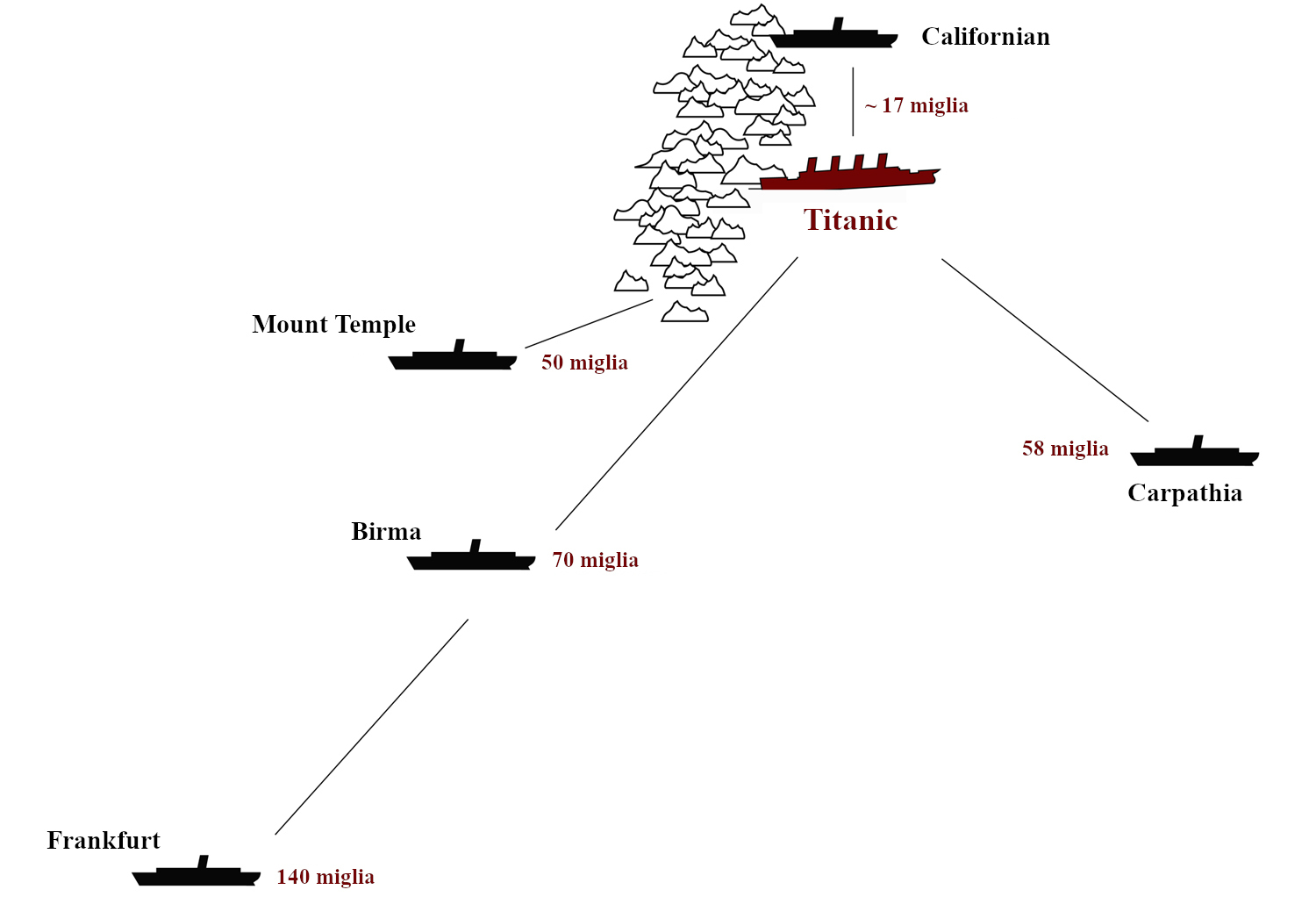
Mappa delle navi più vicine durante il naufragio.

Un evento che per molti anni restò avvolto nel mistero fu la presenza di una nave all'orizzonte, le cui luci furono avvistate in lontananza da molti testimoni e che non diede mai alcun segno di sé durante l'intero arco temporale del naufragio. Gli ufficiali Boxhall e Lowe tentarono di inviare segnali dapprima con il faro, quindi con i razzi bianchi di segnalazione, senza però ottenere alcuna risposta, anche perché i razzi, a causa della concitazione del momento, non vennero sparati nella sequenza corretta come previsto dal codice di navigazione, il che rese non comprensibile la richiesta di aiuto. La nave era distante circa 15 km, quindi sarebbe stata in grado di intervenire molto più velocemente del Carpathia, che si trovava a 93 km di distanza e giunse sul luogo quattro ore dopo. Si trattava del piroscafo mercantile Californian, che in quel momento sostava a macchine ferme.
Il suo marconista Cyril Evans, circa quaranta minuti prima che il Titanic colpisse l'iceberg, inviò un messaggio per allertare le navi vicine che il Californian aveva dovuto arrestarsi a causa dei ghiacci, ma il marconista del Titanic Jack Phillips, dopo avere sentito la comunicazione a un volume estremamente elevato a causa della vicinanza tra i due bastimenti, inviò una risposta stizzita, chiedendo di tacere e di non disturbare l'invio dei messaggi personali dei passeggeri alla stazione telegrafica di Capo Race. Evans rimase in ascolto per alcuni minuti, poi disattivò l'apparecchio radio e si ritirò dal servizio, e per tale motivo il Californian non ricevette il messaggio di allarme del Titanic e non prestò soccorso.
Particolarmente suggestiva fu la descrizione che il 2º ufficiale Stone del Californian diede dell'accaduto, quando affermò di aver visto un razzo bianco levarsi dalle luci di un piroscafo. Anche uno dei fuochisti ebbe la stessa visione:
Il comandante Stanley Lord, informato dello sparo dei razzi, chiese se si trattasse di una comunicazione in codice: l'equipaggio disse di non saperlo, quindi Lord si limitò a ordinare alcune segnalazioni con la lampada in codice Morse, senza riuscire a stabilire alcun contatto. Il suo comportamento venne criticato aspramente durante le inchieste relative al naufragio, ma se la cavò “soltanto” con durissime condanne morali.
Secondo alcuni testimoni si intravedeva in lontananza anche un'altra nave ancora, che non accorse. Se tale nave era effettivamente presente, con grande probabilità si trattava di una baleniera illegale, che scelse di non fare rilevare la propria posizione.

### Il timone e la "capacità evolutiva"

Il Titanic paragonato alla Queen Mary 2, ad altri tipi di mezzi di trasporto e a un uomo

Nonostante le dimensioni del timone non fossero inferiori a quelle prescritte dalle norme, per una nave delle dimensioni del Titanic non erano comunque ottimali. Secondo i ricercatori della Titanic Historical Society, «…il timone lungo e stretto del Titanic era una copia di quello di una nave del XVIII secolo. Confrontato con il timone del Mauretania o del Lusitania, il timone del Titanic era più piccolo. Apparentemente nessuna miglioria progettuale fu intrapresa per dare a una nave lunga 270 metri la possibilità di virare rapidamente ed evitare la collisione con un iceberg. Questo era il suo tallone di Achille.».
Un altro elemento fatale del Titanic era il sistema di propulsione misto e a tripla elica, in cui due motori a vapore alternativi mettevano in funzione le due eliche laterali e si potevano invertire, mentre l'elica centrale, più piccola, era azionata da una turbina a vapore non invertibile che sfruttava il vapore esausto proveniente dai motori alternativi (il Mauretania e il Lusitania, invece, a titolo di esempio, erano dotati di quattro eliche, tutte mosse da turbine invertibili). Di conseguenza, se l'ufficiale Murdoch ordinò di invertire le macchine per cercare di evitare l'iceberg, involontariamente limitò anche la capacità di accostata della nave. Durante il funzionamento a macchine invertite, infatti, la turbina semplicemente si arrestava, quindi l'elica centrale, situata proprio dietro al timone, si fermava, andando a costituire un peso morto e formando una scia turbolenta che diminuiva drasticamente l'efficacia del timone.

### Il problema delle paratie stagne
Il dirigente della White Star Line Bruce Ismay si rese responsabile sia della sciagurata decisione di eliminare ben 28 lance dal novero delle 48 previste (ne rimasero 16 in legno e 4 pieghevoli tipo Engelhardt), sia di quella di abbassare le paratie stagne per far posto a un salone che avrebbe dovuto essere «…il più maestoso a memoria d'uomo». Prima della partenza, gli ispettori del Ministero del Commercio britannico sostennero che fosse avventato aver abbassato le paratie stagne, ma concessero ugualmente il nulla osta alla partenza della nave. Le paratie vennero abbassate dai 4,5 m previsti dal progetto originale a tre metri, e questo risulterà fatale alla nave in quanto i compartimenti "stagni" non risultarono effettivamente tali: la riduzione dell'altezza delle singole paratie fece sì che esse non raggiungessero il tetto del compartimento. Il mancato isolamento dei compartimenti danneggiati durante l'appruamento (la sommersione della prua) originò un sistema a "vasi comunicanti" tale per cui, quando un compartimento si riempiva di acqua, essa tracimava a cascata da sopra le paratie, poiché esse non raggiungevano il tetto del compartimento stesso: si riempiva quindi il successivo e così via, fino a che tutto lo scafo della nave si trovò invaso dall'acqua. Questa risultò esser stata la reale causa del repentino inabissamento della nave.

### Il tipo di acciaio e la chiodatura

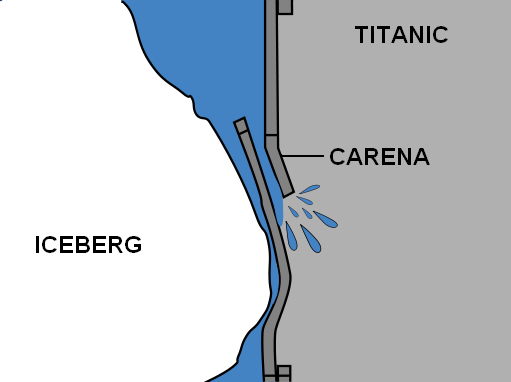
L'iceberg deformò le lamiere consentendo l'ingresso dell'acqua tra le chiodature.

Per 85 anni l'opinione pubblica ha sempre creduto che l'iceberg avesse praticato una lunga falla nella murata. In base ai calcoli, essa avrebbe dovuto esser lunga non meno di 90 metri, come erroneamente descritto in tutti i libri e in tutta la filmografia inerente al disastro. Gli studi del relitto effettuati a partire dalla spedizione del 1997 hanno permesso di determinare per la prima volta la reale dinamica del naufragio. Poiché la parte danneggiata è sepolta, gli scienziati hanno utilizzato un sonar per esaminarla. Ciò che è stato scoperto è che le lamiere della murata non si sono piegate ma piuttosto "crepate", creando delle spaccature in corrispondenza delle loro giunture chiodate e lasciando entrare l'acqua attraverso sei diverse piccole falle.
Le lastre d'acciaio di prua e di poppa erano unite da rivetti di ferro (l'intero scafo della nave ne conteneva poco più di tre milioni) e l'urto con l'iceberg, come risulta dalla testimonianza di uno dei pochi fuochisti superstiti, determinò la "decapitazione" dei rivetti e la conseguente loro espulsione dalle lastre di rivestimento, quasi fossero dei "tappi di spumante". Nel contempo la cattiva qualità dell'acciaio delle lastre medesime fece sì che esse non solo si deformassero all'impatto con l'iceberg, ma anche che si fendessero e si crepassero. Dalle indagini eseguite un secolo dopo, infatti, risulta che, alla pressione di collisione calcolata, avrebbero potuto saltare solo alcuni rivetti della linea di chiodatura della piastra di rivestimento, non tutti, quindi è assai più probabile che l'impatto con l'iceberg abbia deformato le piastre stesse, rendendole non più in grado di garantire la tenuta stagna dello scafo. L'ipotesi è supportata dal fatto che la nave colò a picco in un tempo molto più lungo di quello inizialmente stimato dal suo stesso progettista (due ore e quaranta minuti anziché un'ora e trenta minuti). Vennero ripescati anche alcuni campioni dello scafo. L'acciaio recuperato mostra un alto contenuto di fosforo e zolfo (rispettivamente quattro volte e due volte maggiore degli acciai moderni). Il rapporto manganese/zolfo era 6,8:1 (attualmente è più di 20,0 a 1). Il fosforo in alte quantità rende l'acciaio prono a fratture, mentre lo zolfo crea grani di solfuro di ferro, che agevolano la propagazione delle fratture stesse. Il ridotto contenuto di manganese rende l'acciaio meno duttile. Tutto questo, unito alle temperature gelide dell'Atlantico, rese lo scafo fragile in condizioni estreme e contribuì in maniera decisiva al rapido inabissamento.
Gli scienziati della spedizione del 1997 hanno però dichiarato che l'acciaio impuro rinvenuto nel Titanic era tipico della produzione corrente all'inizio del Novecento e che probabilmente non si poteva fare di meglio. A quell'epoca l'acciaio veniva prodotto in piccole partite da 70 tonnellate ciascuna. Questo mette in dubbio la recente ipotesi che la White Star Line abbia voluto risparmiare sui costi di costruzione adottando deliberatamente materiale scadente, fatto poco verosimile su una nave concepita per essere la più comoda e avanzata tecnologicamente dell'epoca e che come tale era stata presentata. Gli stessi scienziati hanno calcolato che, poco prima della rottura, lo scafo della nave subì una pressione di tre tonnellate per centimetro quadrato a causa dell'eccezionale inclinazione. In pratica la nave non era malcostruita per gli standard dell'epoca, almeno per quanto concerne lo scafo, tanto che nel febbraio 1912 (due mesi prima del disastro) venne aggiunta una fascia di acciaio di rinforzo al di sotto della linea di galleggiamento, in seguito alla falla che si aprì nel gennaio di quell'anno nell'Olympic, il gemello del Titanic, quando, durante una tempesta, erano saltati dei rivetti. Edward Wilding fece apportare la modifica e il suo progetto è tuttora presente negli archivi della marina britannica.
Robert Ballard, il geologo marino che nel 1985 ritrovò il relitto, nel suo libro Il ritrovamento del Titanic cita il professor H. P. Leighly dell'università del Missouri, secondo il quale un certo tipo di acciaio in produzione all'inizio del Novecento poteva diventare più fragile perdendo elasticità al di sotto di una certa temperatura. D'altra parte, secondo Ballard, resta il mistero per cui naufragò una nave «…costruita con criteri di sicurezza avanzati, non soltanto per gli standard del tempo ma anche per i nostri». Sempre secondo Ballard, l'architetto navale K.G. Barnaby scrive nel suo libro Alcuni disastri navali e le loro cause che le moderne norme di costruzione non rendono le navi più sicure del Titanic. Per esempio, i danni subìti nel 1956 da un altro transatlantico rimasto vittima di un celebre naufragio, l'Andrea Doria (che si scontrò in mare aperto con la nave svedese Stockholm), non avrebbero costituito un serio problema per il Titanic, che comunque rimaneva tecnologicamente molto meno avanzato dell'Andrea Doria. La tragedia fu provocata dalla collisione ad alta velocità e non da gravi carenze strutturali. Non bisogna dimenticare – scrive ancora Ballard – che furono ben cinque i compartimenti stagni colpiti e che le probabilità di una collisione di quel tipo sono estremamente basse. Sicuramente, prima del 1912, non si era mai avuta notizia di una nave che avesse sofferto un simile danno.
Rimane poi il problema dei rivetti posti a imbullonare le lamiere lungo la sezione di prua e di poppa. Mentre i rivetti della parte centrale dello scafo erano in acciaio di elevate caratteristiche e venivano installati "sparandoli ad alta pressione" all'interno grazie a una rivettatrice pneumatica, questo procedimento non era possibile nelle sezioni curve di prua e di poppa, dove i rivetti dovevano esser materialmente martellati a mano. Il problema è che, manualmente, un uomo non dispone della forza necessaria a incastrare un rivetto in acciaio di elevate caratteristiche, per cui a prua e a poppa i rivetti, benché fossero anch'essi stati realizzati in acciaio, si è scoperto in tempi recenti che la loro lavorazione presentava un'alta concentrazione di loppa, un materiale di scarto che rende più malleabile e meno resistente l'acciaio stesso; del resto la loppa veniva impiegata su tutte le navi dell'epoca. Purtroppo, l'area dello scafo che impattò contro la mole dell'iceberg si trovava a prua, in una sezione in cui i rivetti impiegati erano stati per l'appunto realizzati in acciaio loppato. Studi successivi nel 1998 e nel 2006 hanno comunque avanzato una nuova teoria circa la presenza di bulloni difettosi sulla murata del Titanic, che avrebbero favorito l'apertura delle falle sullo scafo.
Nel 2010 una nuova spedizione partita da Saint John's (Terranova), diretta da David Gallo, patrocinata dalla RMS Titanic, Inc. e dalla Wood Hole Oceanographic Institution of Massachusetts, si è dotata dei più moderni ritrovati tecnologici per mappare totalmente l'area dei detriti e studiare ancora una volta il relitto. Dalla posizione dei detriti sul fondo (che occupano un'area relativamente ristretta), i tecnici hanno potuto stabilire che, probabilmente, lo scafo si ruppe a metà quando la nave si trovava molto al di sotto della superficie dell'acqua, ormai in prossimità del fondale. Si è poi proceduto alla ricostruzione di una piccola parte dello scafo usando l'acciaio e le tecniche costruttive originali, sottoponendo il materiale a una prova di forza: i rivetti non si sono rotti. Se ne è dedotto che la collisione con l'iceberg riuscì a fare breccia nello scafo per la tremenda forza dell'impatto, non per la debolezza dell'acciaio. Gli scienziati di questa spedizione hanno concluso le loro ricerche affermando che il Titanic è stato sottovalutato e che, al contrario, fu proprio la sua eccezionale resistenza che permise di salvare almeno 705 persone.

## Il ritrovamento del relitto

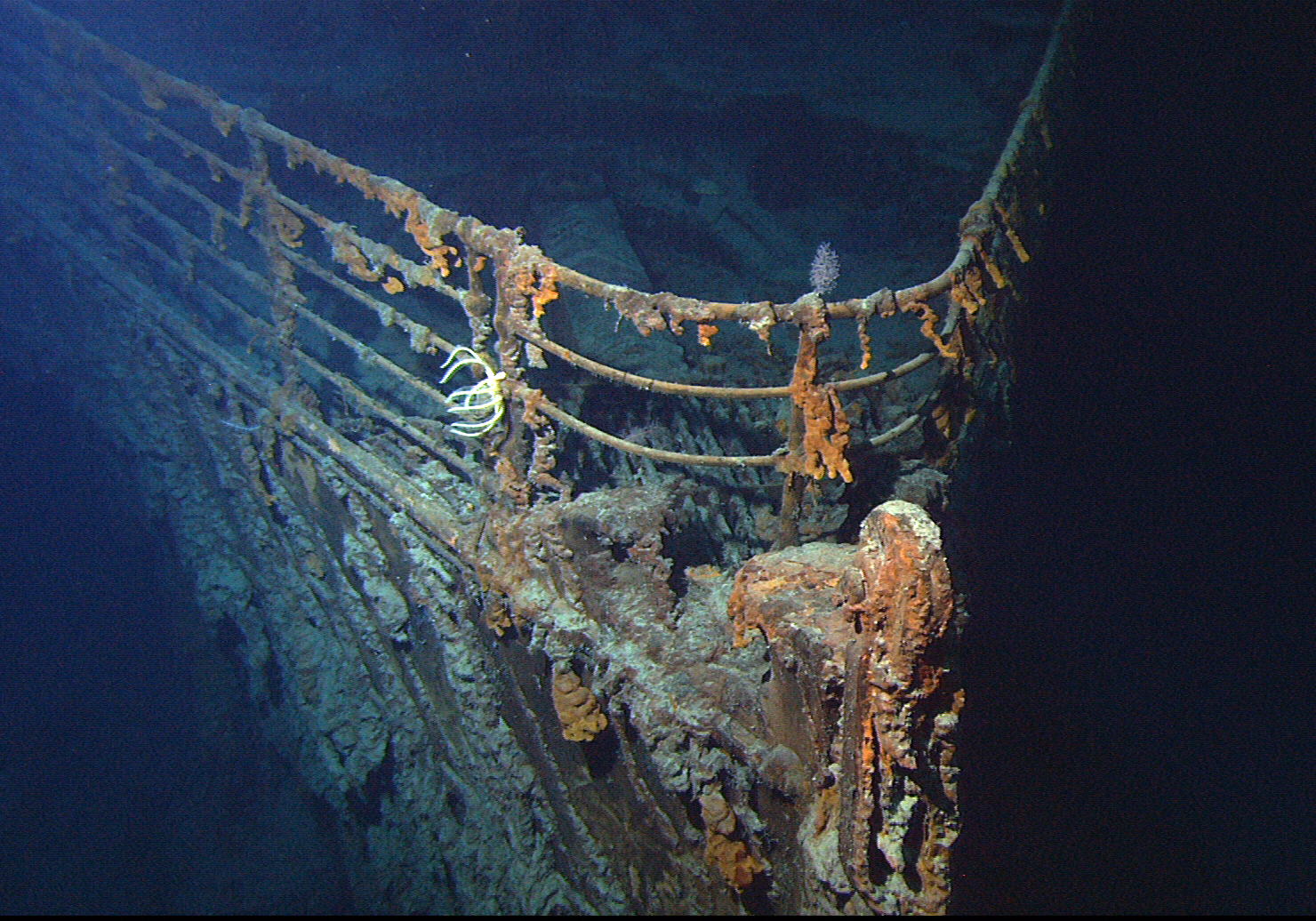
La punta della prua, fotografata a giugno del 2004

Il desiderio di trovare il relitto del Titanic nacque già poco dopo il naufragio. I rilievi batimetrici, già nel 1912, indicavano una profondità oceanica intorno ai 3800 m nella zona della sommersione, troppo grande per la tecnologia dell'epoca, tenendo conto che la pressione che l'acqua genera a quella profondità è pari a circa 380 kg/cm².
Nel corso del XX secolo furono proposti numerosi progetti di spedizioni per ritrovare il relitto affondato, tutti senza successo. Il relitto è stato infine localizzato il 1º settembre 1985 da una spedizione franco-americana guidata da Jean-Louis Michel dell'Ifremer e Robert Ballard del Woods Hole Oceanographic Institution, grazie alla strumentazione di robot quali l'Argo e l'ANGUS. L'anno successivo Ballard si recò nuovamente sul posto e fotografò il relitto con l'ausilio del sommergibile Alvin, a 22 km di distanza dal luogo dove si supponeva si trovasse.
Il relitto giace a una profondità di 3810 m, alle coordinate 41°43′57″N 49°56′49″W, 650 km a sud-est di Terranova e a 1600 km da New York (al momento del ritrovamento venne indicata una distanza di 375 miglia da St. John's e 1000 miglia da Boston). Al tempo si calcolava che il relitto fosse al largo dei Banchi di Terranova, a circa 900 km da Capo Race, alle coordinate – poi dimostratesi errate – di 41° 46' N di latitudine, 50° 14' W di longitudine.
La scoperta più interessante fu che la nave si era spaccata in due tronconi, con la sezione di poppa situata a 600 metri di distanza dalla prua e rivolta in direzione opposta. C'erano testimonianze discordanti sul fatto che la nave si fosse spezzata e le inchieste successive avevano concluso che la nave si era inabissata intatta. Per esempio il 2º ufficiale Lightoller e il colonnello Gracie affermarono sempre che lo scafo naufragò intatto, e così pure Lawrence Beesley nel suo libro The Loss of the Titanic. Secondo i disegni riportati nel libro di Ballard, è probabile che la rottura si sia verificata poco sotto il livello dell'acqua, risultando intuibile (ma non visibile). Ciò che i testimoni videro fu infatti l'improvvisa discesa sulla superficie del ponte di poppa, che poi si rialzò in posizione verticale.
Attorno al relitto si trova una gran quantità di rottami, arredi, stoviglie e oggetti personali dispersi nel raggio di circa un miglio quadrato. I corpi umani e i materiali deperibili come il legno sono stati divorati in brevissimo tempo dagli organismi marini.
Si credeva inoltre che l'iceberg avesse aperto una falla lunga 90 metri nello scafo della nave, invece gli esami effettuati sul relitto da Robert Ballard nel 1996, utilizzando tecnologia sonar, hanno dimostrato che le lamiere si deformarono, ma non si spaccarono. L'urto con l'iceberg infatti fece saltare i rivetti, aprendo una serie di falle che permisero l'entrata dell'acqua attraverso le lamiere. Questa scoperta avvalorò l'ipotesi secondo la quale i rivetti fossero troppo fragili, presumibilmente a causa del metallo di scarsa qualità utilizzato.
Uno studio più recente, effettuato da due ricercatori americani, basato sull'analisi delle parti recuperate dal relitto e sull'esame degli archivi dei cantieri navali Harland & Wolff conservati a Belfast, ha messo ancora una volta in dubbio la qualità dei rivetti utilizzati per fissare le piastre di acciaio dello scafo della parte anteriore della nave. Sarebbero infatti stati realizzati in ferro e non in acciaio come quelli della parte centrale dello scafo, a causa dell'incapacità dei fornitori di seguire i ritmi e le quantità imposte dai costruttori. La minore resistenza di questi rivetti in ferro spiega perché molte lastre di metallo si sono staccate a contatto con l'iceberg. Gli autori dello studio suppongono che rivetti in acciaio più resistenti avrebbero forse, se non salvato la nave, almeno dato tempo sufficiente per consentire l'arrivo in tempi utili dei soccorsi.
Lo scafo del Titanic si presenta in condizioni di conservazione pessime. Mentre si riteneva, prima della scoperta del relitto, che il freddo (l'acqua a quella profondità ha una temperatura di 4 °C), il buio, le correnti di fondo e la scarsità di ossigeno disciolto nell'acqua avessero pressoché preservato lo scafo del Titanic integro dalla ruggine, la realtà si presentò ben differente. Vennero smentite le speculazioni degli esperti che – per esempio – dichiararono che il relitto del Titanic sarebbe stato in condizioni migliori di quello dell'Andrea Doria, in quanto la differenza temporale di permanenza sul fondo oceanico (il Titanic naufragò ben 44 anni prima dell'Andrea Doria) sarebbe stata compensata dall'assenza di micro-organismi decompositori alle elevate profondità (la tomba del Titanic è a 3787 m di profondità, mentre l'Andrea Doria giace a soli 75 m di profondità).
Gli scienziati della spedizione sottomarina del 1997 hanno collocato sulla parte più corrosa del relitto, a prua, una specie di esca con negativi fotografici. Dopo qualche giorno si sono accorti che la gelatina della pellicola era stata intaccata dai batteri che si nutrono di ferro, calcolando che in cento anni circa il 20% della prua è già stato consumato. Secondo gli studiosi il Titanic viene letteralmente "divorato" dai batteri e con il passare dei secoli si trasformerà in polvere e minerale ferroso. A dicembre del 2010 gli scienziati della Dalhousie University di Halifax (Canada) e dell'Università di Siviglia (Spagna) hanno reso pubblici i risultati di nuove analisi su reperti prelevati dalla nave (responsabili delle formazioni rugginose chiamate rusticle), causa del degrado dello scafo, e hanno isolato una nuova specie di batteri, mai trovata a quella profondità e chiamata Halomonas titanicae.

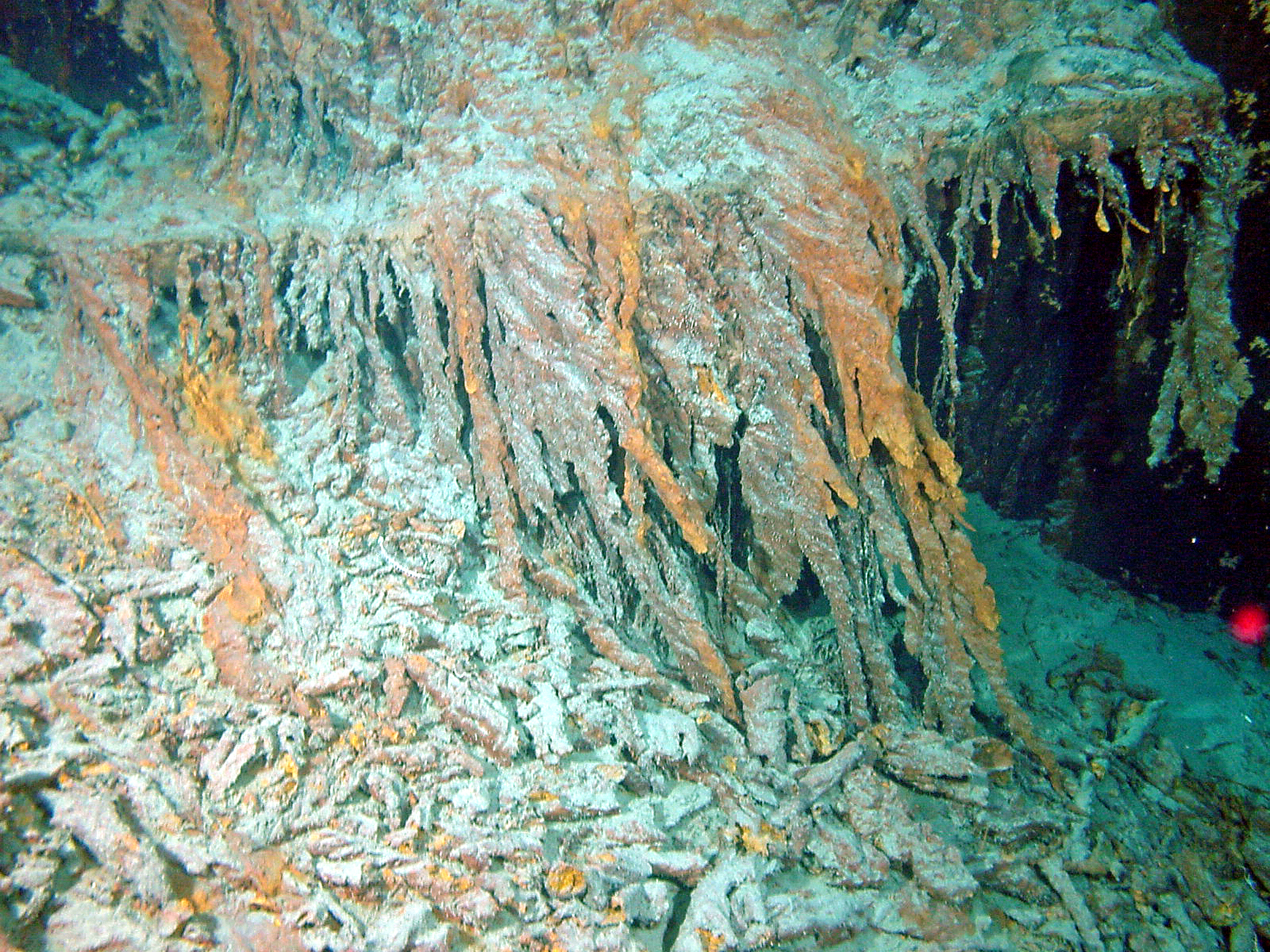
Rusticles sul relitto del Titanic causati dall'Halomonas titanicae, scoperto nel 2010

## Storia di alcuni superstiti

### Masabumi Hosono
Masabumi Hosono (細野 正文) (Hokura, 15 ottobre 1870 – Tokyo, 14 marzo 1939), era l'unico passeggero giapponese a bordo del Titanic e riuscì a salvarsi lanciandosi in mare su una lancia ancora libera, nonostante l'indicazione del comandante di dare la precedenza a donne e bambini. Il fatto non costituì nulla di particolare nel mondo occidentale, mentre segnò profondamente la vita di Hosono in Giappone, dove l'opinione pubblica lo additò come un traditore dell'onore nipponico, nomea che pregiudicò la sua carriera lavorativa sino alla sua morte, avvenuta nel 1939.

### Emilio Portaluppi

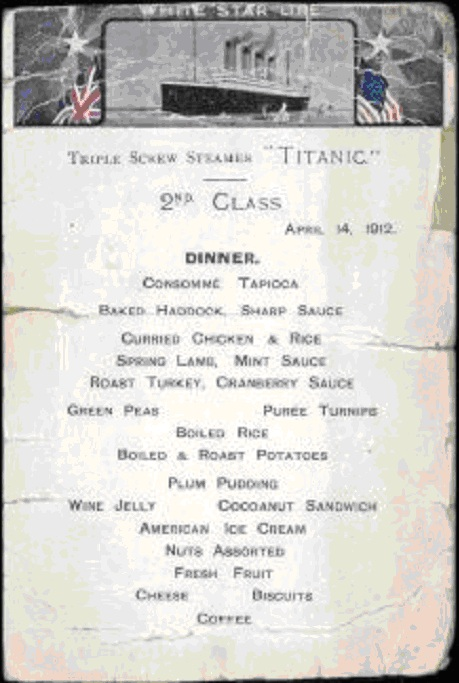
Menù della cena per i passeggeri di seconda classe recuperato dal sopravvissuto italiano Emilio Portaluppi

Emilio Ilario Giuseppe Portaluppi (Arcisate, 15 ottobre 1881 – Arcisate, 18 giugno 1974) fu un passeggero italiano di seconda classe, di professione intagliatore di marmi. Egli si imbarcò sul Titanic a Cherbourg per fare ritorno nella città di Barre (Vermont), nota per i suoi vasti depositi di granito, dove si stabilì, a cavallo tra XIX e XX secolo, una comunità di artigiani del Nord Italia specializzati nella lavorazione del marmo (originari soprattutto di Sant'Ambrogio di Valpolicella, Viggiù e Carrara). Il quotidiano La Stampa gli dedicò un articolo:
(Come si salvò un italiano a New York, La Stampa, 20 aprile 1912)
Dopo il naufragio, durante il quale fu salvato dopo essere caduto in mare, visse negli Stati Uniti (New York e New Jersey) per poi fare ritorno definitivamente in Italia nel 1965, dove trascorse gli ultimi anni di vita ad Arcisate fino alla sua morte, avvenuta nel 1974, all'età di 92 anni. Si recava regolarmente in vacanza ad Alassio, in Liguria, dove la fama di sopravvissuto del Titanic lo precedeva e accompagnava nelle sue passeggiate sul lungomare. Alloggiava nella pensione-ristorante Palma, il cui proprietario, Silvio Viglietti, raccontò in un articolo:
(Silvio Viglietti, L'Alassino n. 11, 17 novembre 2005)
Una parte dei discendenti di Portaluppi vive ancora negli Stati Uniti e ha memoria delle sue ultime visite in America.
La notte del naufragio Portaluppi perse tutti i propri effetti personali, ma riuscì a salvare un menù cartaceo della cena di seconda classe.

### La famiglia Laroche
Joseph Philippe Lemercier Laroche (Cap-Haïtien, 26 maggio 1886 – Oceano Atlantico, 15 aprile 1912) era l'unico passeggero nero a bordo del Titanic. Originario di Haiti, si imbarcò, insieme alla moglie Juliette Marie Louise Lafargue e le due figlie (Simonne Marie Anne Andrée Laroche e Louise Laroche), sul transatlantico a Cherbourg nel tardo pomeriggio del 10 aprile, prenotando una cabina di seconda classe. Dopo l'impatto con l'iceberg, Joseph perì nel naufragio, mentre la moglie e le figlie, imbarcate sulla lancia n. 14, furono recuperate dal Carpathia nelle ore successive. Il corpo di Laroche non fu mai ritrovato.

### David Sarnoff
Si racconta spesso che la prima persona ad avere ricevuto la notizia del naufragio sia stato David Sarnoff, che più tardi fondò la RCA. Sarnoff non fu la prima persona a ricevere la notizia (anche se egli lo sostenne) ma assieme ad altre persone a New York si occupò nei tre giorni successivi al disastro di ricevere le notizie e i nomi dei dispersi e comunicarli al pubblico.

### Violet Costance Jessop
Violet Constance Jessop, cameriera della White Star Line, si salvò dal naufragio del Titanic sulla lancia n. 16, salvando un bambino e venendo recuperata dalla Carpathia. Nel 1911 Violet era a bordo dell'RMS Olympic, nave gemella del Titanic, quando essa, al comando dello stesso comandante Smith del Titanic, speronò l'incrociatore HMS Hawke nel canale del Solent. Quattro anni dopo, nel 1916, Violet prestava servizio come infermiera sulla HMHS Britannic, la terza nave della classe Olympic dopo Titanic e Olympic, quando questa venne affondata da una mina. Essendosi trovata a bordo di tutte e tre le navi gemelle in occasione degli incidenti che le coinvolsero, venne soprannominata The Unsinkable Girl ("la ragazza inaffondabile").

### Molly Brown
Margaret "Molly" Brown è stata una filantropa e attivista statunitense. Passeggera di prima classe, si imbarcò a Cherbourg, soggiornando nella cabina E23. Venne fatta salire sulla lancia numero 6 con venti donne e due uomini (la vedetta Frederick Fleet e il timoniere Robert Hichens) e, dopo avere minacciato con un remo il timoniere troppo impaurito, prese il controllo della barca, portandola fuori dal pericoloso vortice causato dall’inabissamento della nave. Anche sul Carpathia Molly si rivelò fondamentale: parlava tre lingue e stilò l’elenco dei superstiti. Una volta a New York rilasciò un paio di dichiarazioni ai cronisti che attendevano al porto i sopravvissuti. Morì il 26 ottobre 1932, all'età di 65 anni.

### Dorothy Gibson
Famosa attrice statunitense, aveva iniziato la sua carriera a teatro, diventando poi una famosa modella. Passò poi al cinema. La notte del disastro Dorothy e la madre, in quanto passeggere di prima classe, occuparono la prima lancia che venne calata in acqua, la numero 7, recuperata poi dal Carpathia. Tornata a New York girò il film Salvata dal Titanic che apparve nelle sale cinematografiche il 14 maggio del 1912, a un mese esatto dal naufragio: fu un vero successo. Tuttavia, dopo Salvata dal Titanic, il successo di Dorothy sembrò svanire; girò solo un altro film, poi si sposò. Morì di infarto nel 1946 all'Hotel Ritz di Parigi.

### Gli ultimi sopravvissuti delTitanic

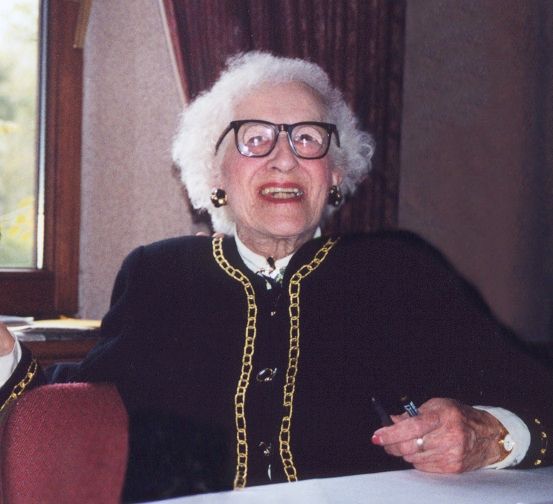
Millvina Dean alla "Titanic Convention" tenutasi a Southampton nell'aprile del 1999.

Il 6 maggio 2006, all'età di 99 anni, è morta negli Stati Uniti d'America l'ultima persona sopravvissuta al naufragio che aveva ricordi relativi a esso, Lillian Gertrud Asplund; nata nel 1906, aveva cinque anni al momento del disastro. Gli altri due superstiti ancora in vita all'epoca che avevano vissuto il naufragio erano troppo piccoli per potere avere memoria dell'accaduto: la prima era Barbara West Dainton, nata nel 1911, che è morta il 16 ottobre 2007 a 96 anni e all'epoca aveva solo dieci mesi, mentre la seconda era Elizabeth Gladys "Millvina" Dean (nata il 2 febbraio 1912), che aveva invece solo 71 giorni all'epoca del disastro, risultando la persona in assoluto più giovane sul transatlantico, e fu l'ultima a morire tra i superstiti della tragedia, il 31 maggio 2009, a 97 anni.
Winnifred Vera Quick Van Tongerloo (Plymouth, 23 gennaio 1904 – East Lansing, 4 luglio 2002), sopravvissuta al naufragio, non partecipò mai a nessun evento organizzato al riguardo.
Alcuni casi singolari sono rappresentati da persone che al momento del disastro non erano ancora nate ma le cui madri erano incinte al momento del naufragio e rimasero vedove in occasione di esso. Ellen Mary (Betty) Phillips nacque l'11 gennaio 1913 (quasi nove mesi esatti dopo il naufragio, quindi potrebbe essere stata concepita sul Titanic) e morì a novembre del 2005, i genitori erano Henry Samuel Morley (deceduto) e Kate Florence Phillips, che viaggiavano con il falso nome di Marshall, in quanto erano una coppia clandestina avendo lui lasciata la vera moglie.
L'italiana Maria Salvata Del Carlo nacque il 14 novembre 1912 e trascorse la sua vita ad Altopascio, vicino a Lucca. Dopo la tragedia, la madre ormai vedova (il padre fu tra le vittime del naufragio) ma incinta di due mesi ritornò in Italia per darla alla luce. È morta in una casa di riposo il 31 ottobre 2008, quindici giorni prima del suo novantaseiesimo compleanno. Lucian Philip Smith nacque il 29 novembre 1912 ed ebbe lo stesso nome del padre deceduto, la madre era Mary Eloise Hughes. Margareth Marvin nacque il 21 ottobre 1912 da Mary Graham Carmichael, vedova di Daniel Warner Marvin. Il 14 agosto 1912 nacque John Jacob Astor VI, il figlio di John Jacob IV e Madeleine, che morì in Florida nel 1992.

## Commemorazioni e centenario dell'affondamento
Dal 1914, il 15 aprile di ogni anno, la Guardia costiera degli Stati Uniti e la International Ice Patrol, che monitora lo spostamento degli iceberg nell'Atlantico settentrionale e nel Mar Glaciale Artico, depongono una corona di fiori da una nave o da un aereo nel luogo del disastro del Titanic. Alla cerimonia solenne partecipa l'equipaggio dell'imbarcazione o del velivolo e viene letta una dichiarazione di dedica alla nave e ai suoi caduti.
In occasione invece del centenario del naufragio, la nave da crociera Balmoral, della Fred. Olsen Cruise Lines, è stata noleggiata dalla Miles Morgan Travel per seguire la rotta del Titanic e fermarsi il 15 aprile 2012 nel punto sopra il fondo marino ove giacciono i resti del famoso transatlantico, allo scopo di rendere onore ai passeggeri deceduti nel naufragio della nave. Dopo aver ripercorso esattamente la stessa rotta del Titanic, la Balmoral raggiunse il luogo del naufragio in tempo per celebrarne l'anniversario, alle 23 del 14 aprile 2012, quaranta minuti prima dell'orario in cui un secolo prima il Titanic aveva colpito l'iceberg. A bordo venne celebrato un servizio funebre alla memoria, terminato con il lancio in mare di tre corone di fiori. La nave rimase tutta la notte in loco e ripartì la mattina seguente, percorrendo quello che avrebbe dovuto essere l'ultimo tratto della rotta del Titanic verso New York.